# Ur (Mésopotamie)
Vous lisez un « article de qualité » labellisé en 2011.
Pour les articles homonymes, voir Ur.
Sauf précision contraire, les dates de cet article sont sous-entendues « avant l'ère commune », c'est-à-dire « avant Jésus-Christ ».
Ur ou Our (en sumérien : urim), actuellement Tell al-Muqayyar (en arabe : تل المقير, tall al-muqayyar, « la colline poissée/bitumée »), est l'une des plus anciennes et des plus importantes villes de la Mésopotamie antique, dans l'actuel Irak. Elle était alors située sur une des branches de l'Euphrate et proche du golfe Persique. 
Ur apparaît comme une des principales et des plus puissantes cités sumériennes du IIIe millénaire av. J.-C., comme l'illustrent les tombes royales et le riche mobilier funéraire qui y fut exhumé. Durant le XXIe siècle av. J.-C. cette ville fut la capitale d'un puissant empire, dirigé par les rois de ce que la tradition mésopotamienne a retenu comme la troisième dynastie d'Ur. Ces derniers édifient des monuments remarquables dans le sanctuaire du grand dieu de la ville, le Dieu-Lune, appelé Nanna en sumérien et Sîn en akkadien. Elle reste une ville importante au début du IIe millénaire av. J.-C. comme l'attestent les nombreuses découvertes de constructions et de tablettes cunéiformes effectuées pour cette période par les équipes archéologiques dirigées par Leonard Woolley, qui explorèrent ses ruines entre 1922 et 1934. Ur demeure une cité assez importante en dépit d'un déclin marqué durant le Ier millénaire av. J.-C., avant son abandon vers le IIIe siècle av. J.-C.
Dans la Bible, « Ur des Chaldéens » est présentée comme la ville d'origine du patriarche Abraham.

## Fouilles

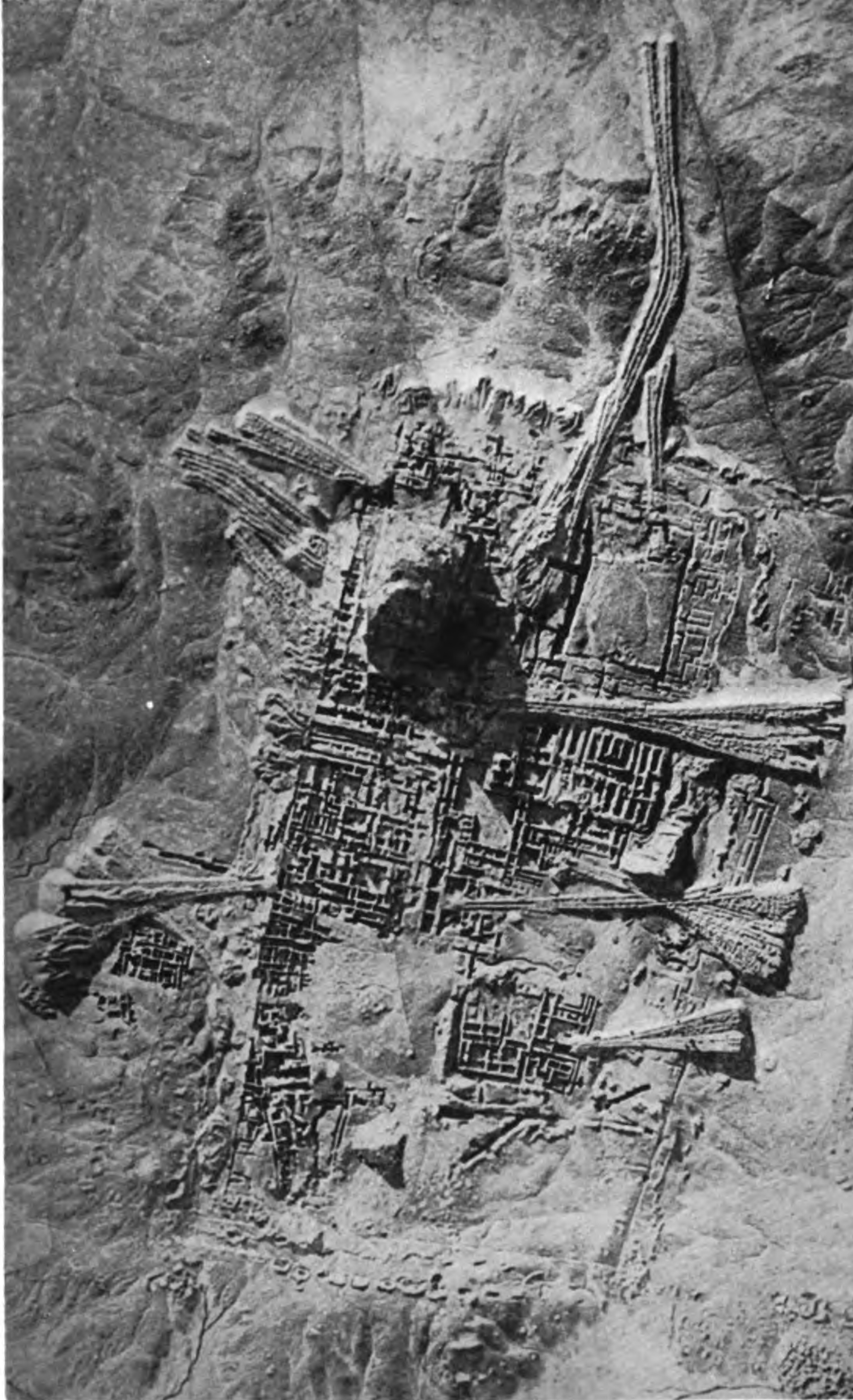
Photographie aérienne du quartier sacré du site d'Ur à la période des fouilles britanniques, 1927.

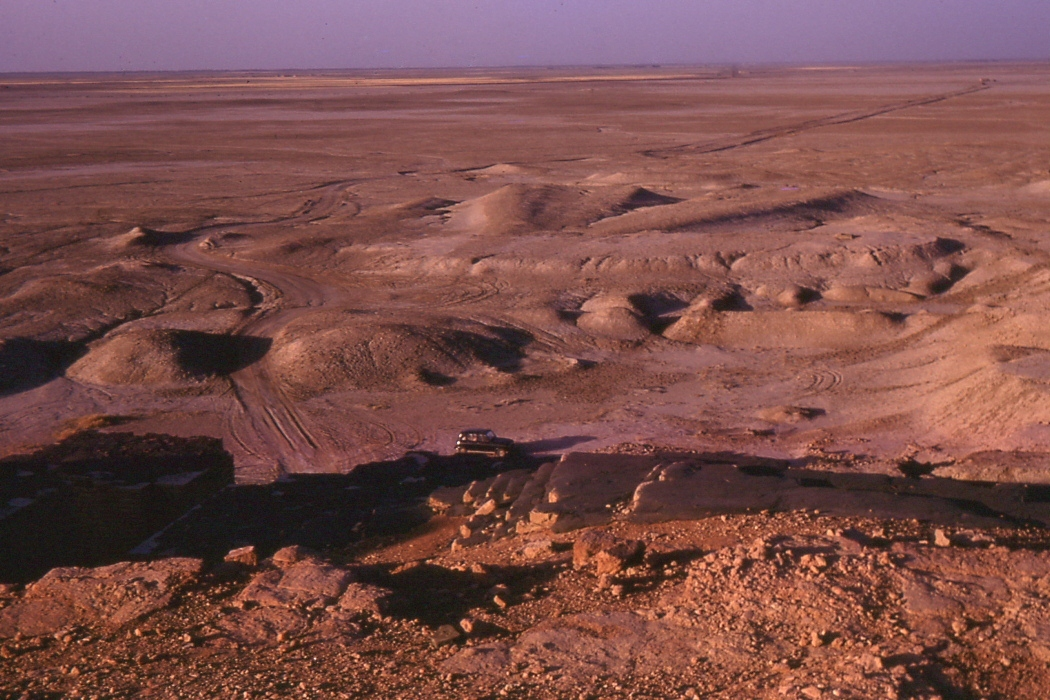
Ruines d'Ur en 1970 vues le soir depuis le sommet de la ziggurat.

Visité au XVIIe siècle par le voyageur italien Pietro della Valle, qui y ramassa quelques briques et autres objets inscrits, Tell al-Muqayyar est sondé pour la première fois en 1854 par le consul britannique de Bassora, John George Taylor, pour le compte du British Museum. À partir d'inscriptions que Taylor y avait trouvées, le site a été identifié par Henry Rawlinson comme étant l'antique cité d'Ur, rapidement perçue comme étant « Ur de Chaldée », lieu d'origine d'Abraham selon la Bible. Quelques archéologues de l'Université de Pennsylvanie y firent des explorations par la suite. Le site fut sondé en 1918 par R. Campbell Thompson à la demande du British Museum. L'année suivante, H. R. Hall y effectua des fouilles en même temps que sur les sites voisins d'Eridu et d'El Obeid. En 1922, une opération conjointe du British Museum et de l'Université de Pennsylvanie planifia de nouvelles fouilles du site, sous la direction de l'archéologue britannique Leonard Woolley. Celui-ci y mena douze campagnes, jusqu'en 1934, date à laquelle il fut décidé d'interrompre les opérations pour procéder aux travaux de publication. Woolley fut notamment assisté par son compatriote Max Mallowan de 1925 à 1931. Les monuments principaux du quartier sacré de la cité furent mis au jour pour des périodes couvrant plus de 2000 ans. L'une des découvertes les plus spectaculaires du Proche-Orient y fut effectuée : celle du cimetière royal et des objets luxueux qui en furent exhumés. Les résultats des fouilles furent publiés progressivement durant une trentaine d'années, dans les séries d'ouvrages Ur Excavations (sur les fouilles archéologiques) et Ur Excavations Texts (tablettes exhumées sur le site), pendant que Woolley rédigeait plusieurs ouvrages de vulgarisation sur ses découvertes. Le British Museum et le University of Pennsylvania Museum of Archaeology and Anthropology ont mis en place un site Internet qui doit à terme présenter l'ensemble des résultats des fouilles : notes de terrain, photographies, cartes, lettres, etc..
Bien après la fin des fouilles anglo-américaines, les autorités irakiennes ont entrepris la restauration de quelques édifices, dont la grande ziggurat. Après l'invasion de l'Irak en 2003, le site fut temporairement occupé par l'armée américaine, puis restitué aux autorités irakiennes en 2009. Le site archéologique a cependant subi des dégâts en raison du stationnement proche de troupes irakiennes, et des combats qui s'y sont déroulés, notamment des bombardements. Les ruines sont de plus soumises à l'érosion qui menace leur existence, ce qui a conduit à la mise en place d'un programme de sauvetage.
Depuis 2011-2012, les fouilles ont repris dans la région d'Ur, d'abord sur de petits sites en périphérie de la métropole antique (Tell Sakhariya, Tell Khaiber (en), Abu Tbeira), puis depuis 2015 sur le site même d'Ur, sous la direction d'Elizabeth Stone.

## Périodes archaïques
La période protohistorique est très mal connue, comme pour la plupart des grands sites archéologiques de la Basse Mésopotamie antique. Cependant les fouilles et les textes anciens montrent qu'Ur a joué un grand rôle dès les premiers temps de l'histoire de la Mésopotamie. C'est un lieu de culte majeur, la ville du dieu-Lune Sîn, l'un des plus importants du panthéon mésopotamien. C'est aussi une puissance politique d'où émergent plusieurs souverains qui ont joué un rôle de premier plan. Ur est donc, aux côtés de ses voisines Eridu, Uruk, Lagash ou encore Nippur, l'une des principales villes de la civilisation mésopotamienne qui se développe au cours des IVe et IIIe millénaires et exerce une influence considérable sur tout le Moyen-Orient. Les découvertes faites à Ur illustrent bien les caractéristiques de cette civilisation, que ce soit son art, son architecture, son organisation politique, économique et sociale, sa culture et sa religion.

### Les premiers temps d'Ur

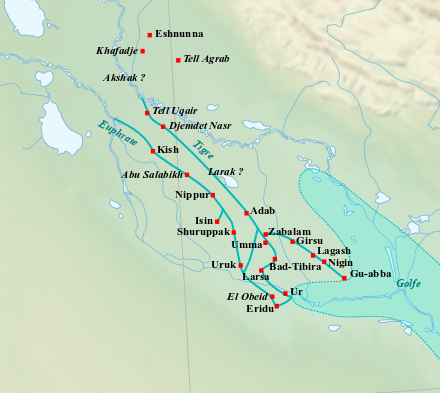
Situation d'Ur en Basse Mésopotamie au

Plusieurs sondages réalisés sur le site de Tell al-Muqqayar ont révélé qu'il a été habité depuis la période d'Obeïd (env. 5000-3750 av. J.-C., qui tire son nom d’une cité située à six kilomètres à l’ouest, qui est un faubourg d'Ur aux époques historiques). La stratigraphie de certains de ces sondages a révélé un niveau de dépôt particulier, apporté semble-t-il par l'action de l'eau. Cette couche d'argile pure est intercalée entre deux niveaux archéologiques, son épaisseur maximale atteignant 3,75 m. Ce constat a amené Woolley à associer sa découverte aux récits du Déluge présents dans plusieurs textes mésopotamiens et dans la Bible. Il pourrait s'agir en fait d'un dépôt apporté par une inondation ordinaire, voire par l'action du vent, ou encore par la remontée des eaux du golfe. Quelques tombes de la période d'Obeid ont également été mises au jour. Cependant, l'essentiel des informations concernant cette période provient du site voisin d'Obeid.
Les niveaux des périodes suivantes, celles d'Uruk (c. 3900-3100) et de Djemdet Nasr (c. 3100-2900), sont connus par des sondages qui ont livré des restes de constructions et quelques objets. Un riche cimetière a été daté de la période de Djemdet-Nasr par Woolley, mais après réexamen des données, il s'est révélé couvrir une période plus large allant de la période d'Uruk au début des Dynasties archaïques. Des briques et des cônes d'argile caractéristiques des périodes d'Uruk et de Djemdet-Nasr ont également été retrouvés sous la ziggurat postérieure du sanctuaire de Nanna, indiquant que celui-ci devait déjà comporter un ensemble monumental. L'espace construit couvrait alors environ dix à quinze hectares, dans une plaine qui se peuplait de plus en plus avec l'extension des zones irriguées.

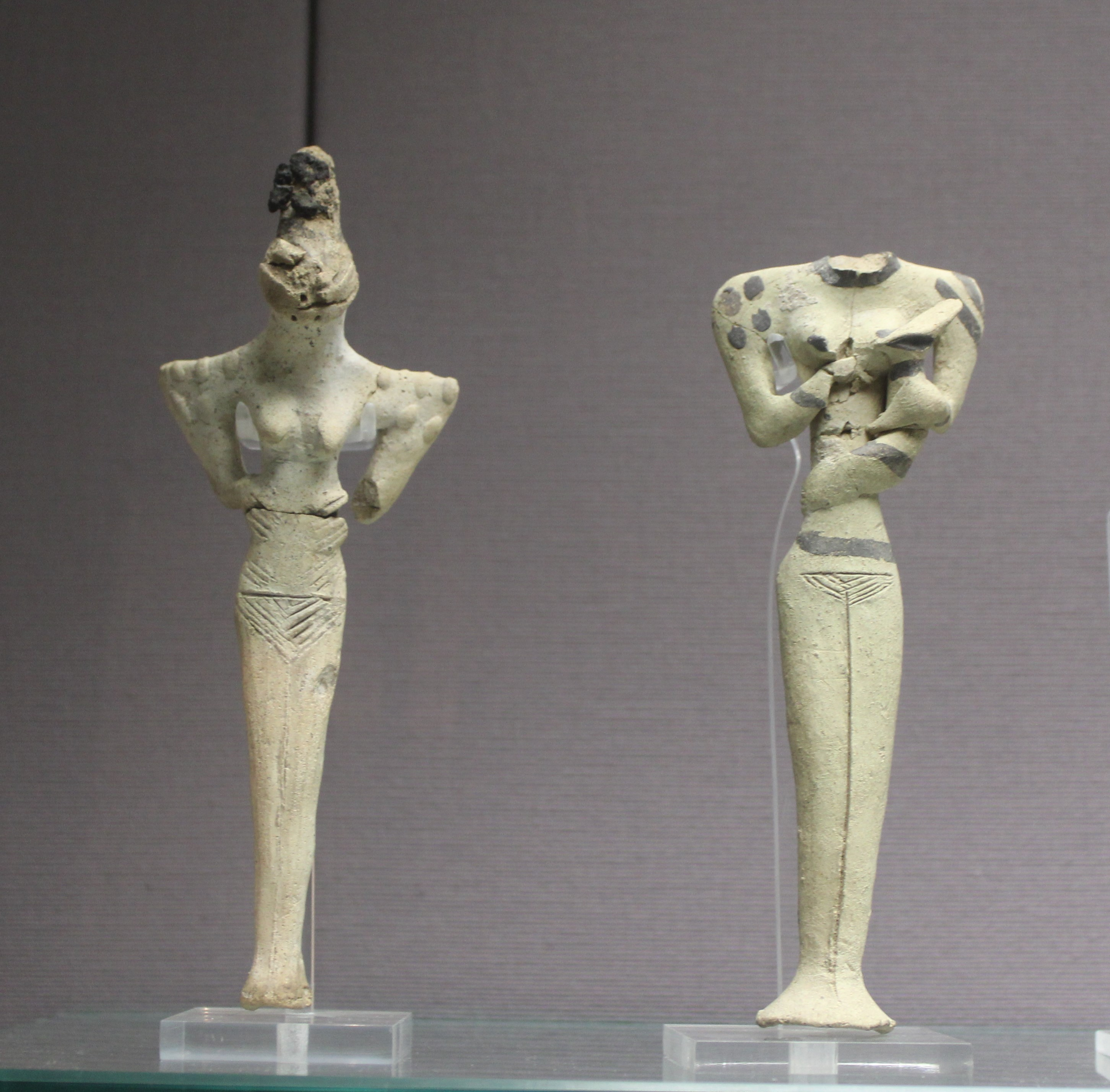
Deux figurines féminines en argile de la période d'Obeïd. British Museum.
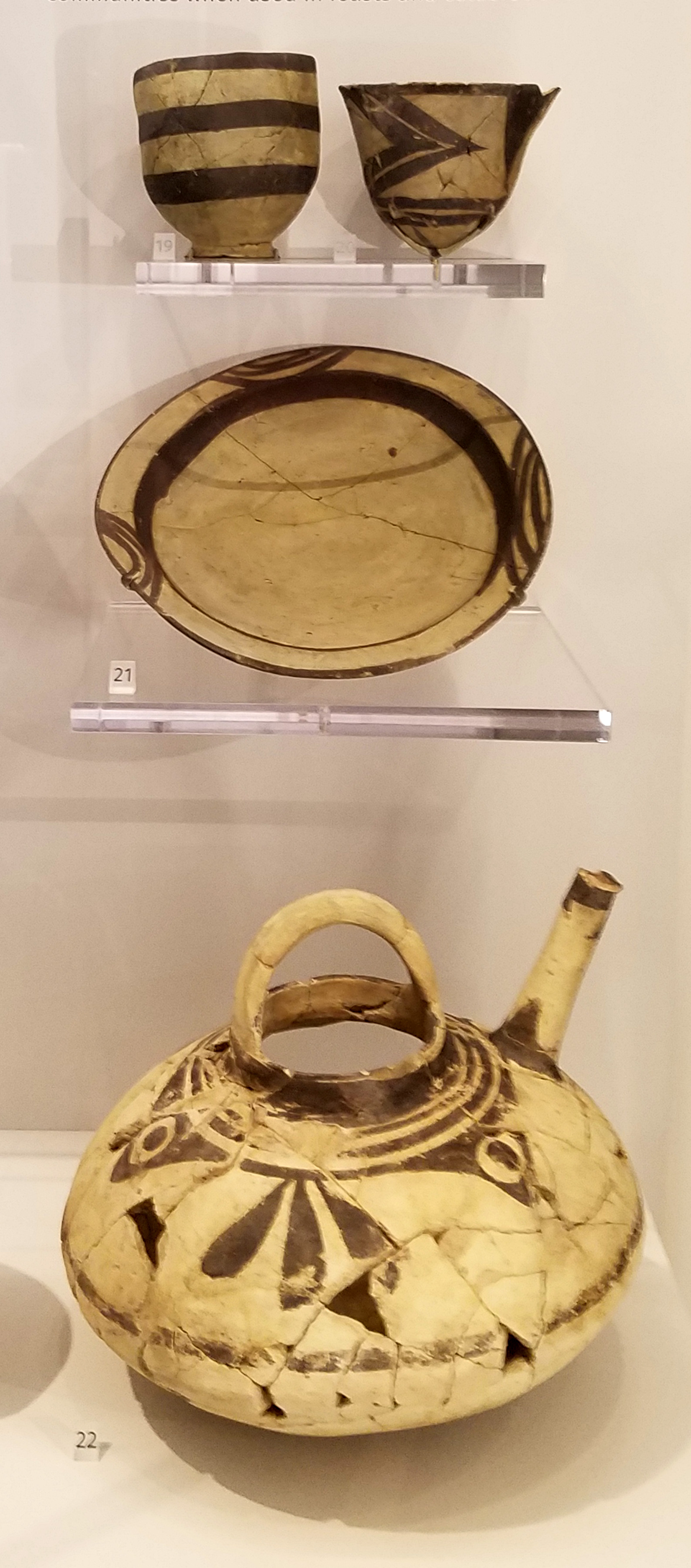
Poteries peintes de la période d'Obeid récente (v. 4500-4000 av. J.-C.). Penn Museum.
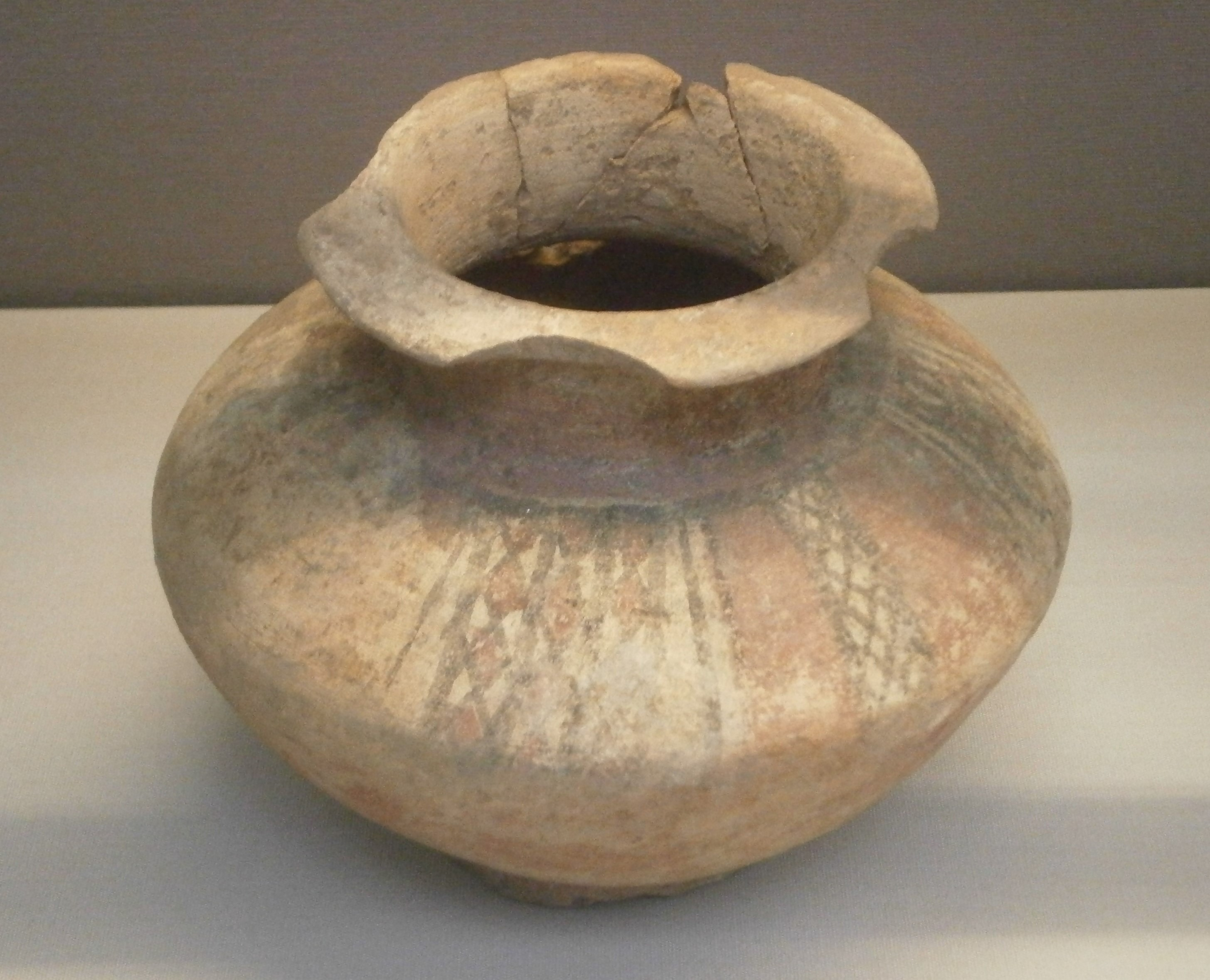
Jarre peinte de la période de Djemdet-Nasr (v. 3100-2900 av. J.-C). British Museum.
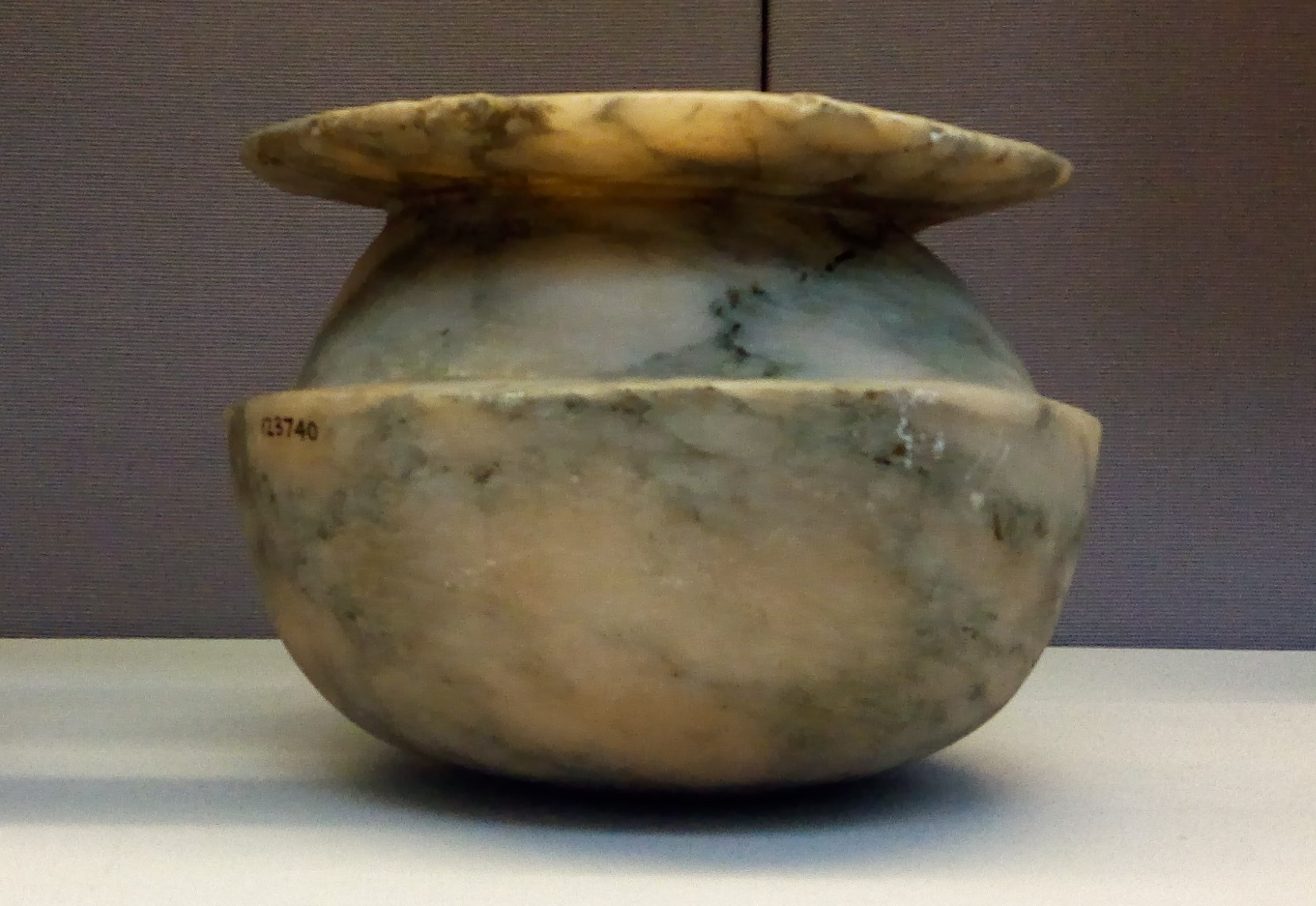
Jarre en gypse, dynastique archaïque I (v. 2900-2700 av. J.-C.). British Museum.

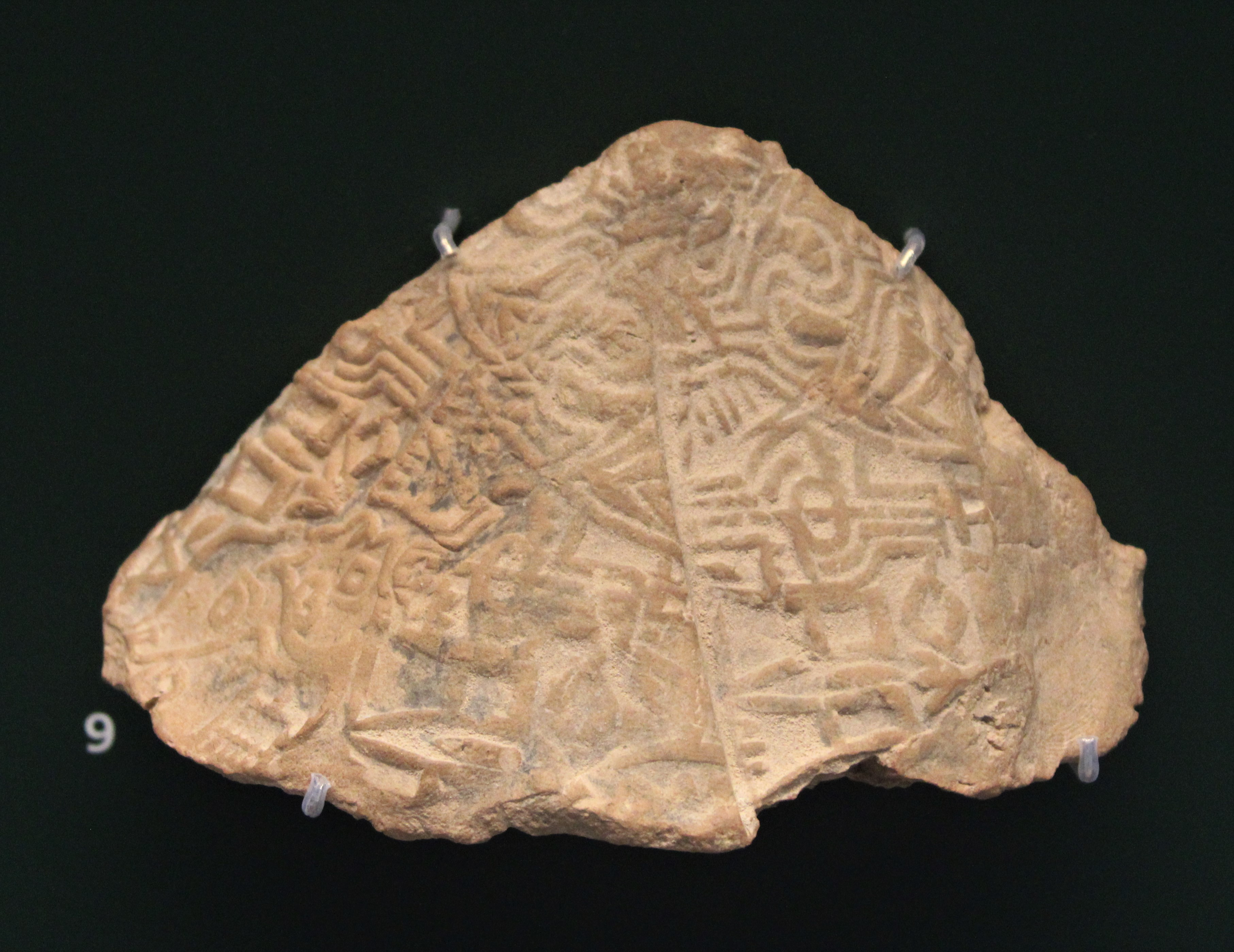
Scellement de porte sur lequel ont été imprimés les sceaux des cités. DA I, v. 2900-2750 av. J.-C. British Museum.

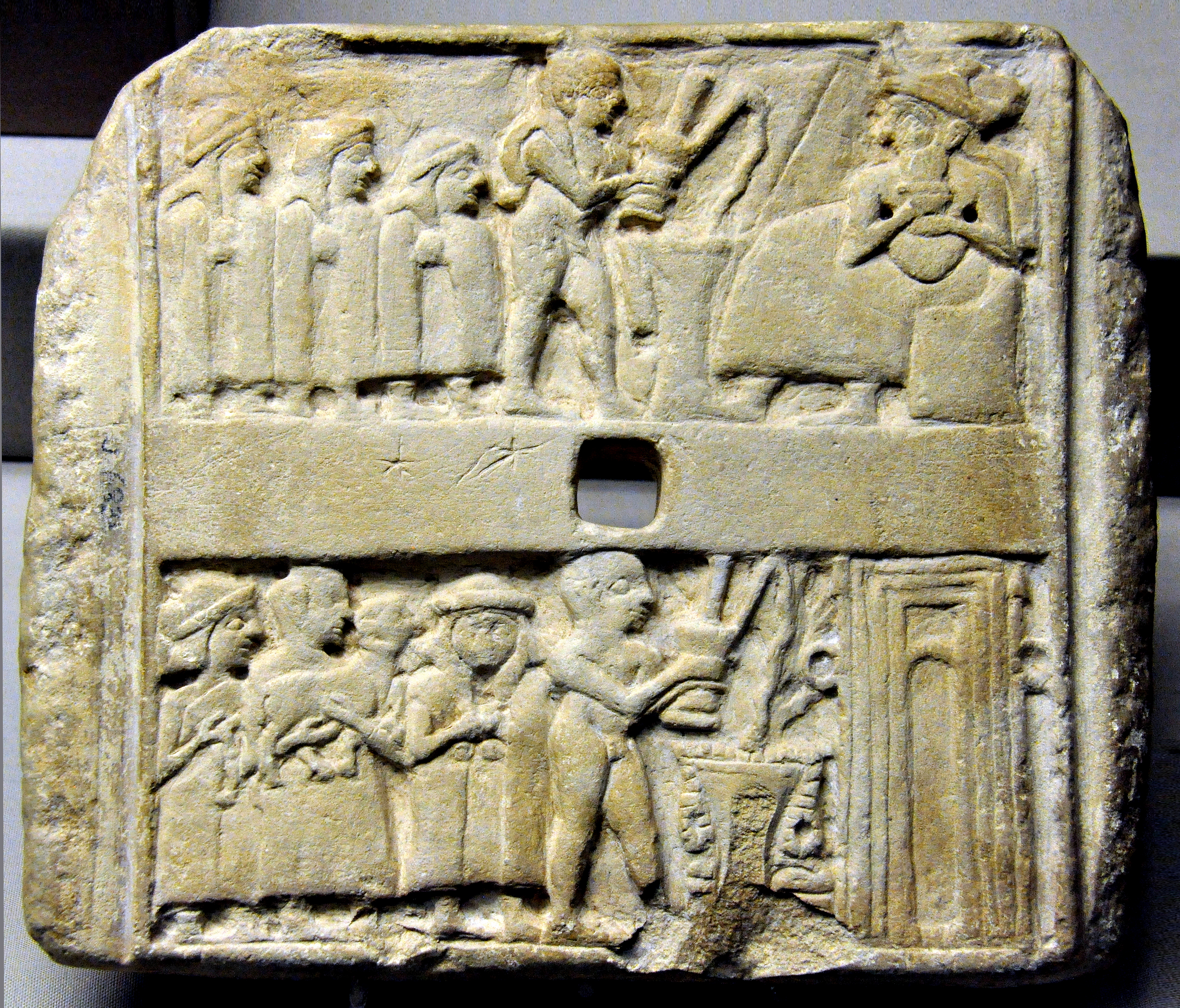
Plaque perforée en pierre montrant deux scènes de libation devant une divinité (sans doute Nanna) et un temple. DA IIIA, v. 2500 av. J.-C. British Museum.

La période suivante, celle des Dynasties archaïques (DA, c. 2900-2340) est mieux documentée. La ville a connu une forte expansion au début du IIIe millénaire, passant à environ 20 hectares, tout en demeurant organisée autour de son noyau urbain. Les sites voisins connurent également une forte expansion, comme l'ont révélé les prospections archéologiques qui ont permis de repérer plusieurs villages. L'un d'eux, situé à Sakheri Sughir, fut brièvement fouillé et représente un site d'environ 1,5 hectare, disposant d'une enceinte et situé au bord d'un canal, à 8 kilomètres environ au nord d'Ur. Y furent dégagées plusieurs habitations à plan tripartite alors occupées par une communauté d'agriculteurs (peut-être une quinzaine de familles). À proximité du complexe sacré du centre-ville, les archéologues ont dégagé un lieu de déchets, baptisé Seals Impressions Strata (SIS) en raison des nombreuses empreintes de sceaux-cylindres qui y ont été trouvées à côté de poteries et de tablettes. C'est donc de la période dynastique archaïque que datent les premières inscriptions découvertes sur le site (fin du DA I ou du début du DA II, autour de 2800-2700). Ces empreintes de sceaux permettent de bien connaître la glyptique de la période et d'approcher l'univers symbolique des Sumériens de cette époque. Certaines impressions de sceaux portent des noms de cités de Sumer, et ont servi à sceller des jarres ou des portes d'Ur, mais aussi d'autres sites comme Djemdet Nasr (pour la période antérieure). Ces sceaux représentent plusieurs villes de Basse Mésopotamie, dans un ordre parfois prédéfini, qui à Djemdet Nasr place Ur en première position (devant Nippur, Larsa et Uruk), montrant peut-être qu'elle exerce une sorte de prééminence. Il s'agirait des preuves d'une association de cités, même si l'on ignore sa finalité exacte : à l'exemple de ce qui se passe sous la Troisième dynastie d'Ur avec le système du bala, on a supposé qu'il s'agissait d'une sorte d'amphictyonie regroupant les principales cités sumériennes dans la participation au culte de certaines divinités (Inanna d'Uruk étant la meilleure candidate), en offrant des sacrifices.
Une collection de 403 tablettes, retrouvées à Ur et datées de la fin du DA I ou du DA II, proviennent des archives du temple du dieu-Lune Nanna, la divinité tutélaire de la cité. Sans doute écrites par des scribes qui y travaillaient, elles mentionnent les domaines agricoles que l'institution possédait et les listes de ses employés : jardiniers, vignerons, brasseurs, forgerons, etc.. Le temple est en effet une institution sociale et économique majeure en Mésopotamie méridionale. Celui du dieu tutélaire d'Ur occupe un rôle fondamental durant toute l'histoire de la ville, et dès cette époque il dispose du contrôle d'une large partie de l'économie agricole. Il est dirigé par une élite administrative à la tête d'un système hiérarchisé qui s'appuie à un niveau intermédiaire sur des superviseurs, et qui organise la mise en valeur de ses domaines en employant des agriculteurs et autres travailleurs, en les rémunérant par des rations ou en leur concédant l'exploitation de terres.

### Les premières dynasties

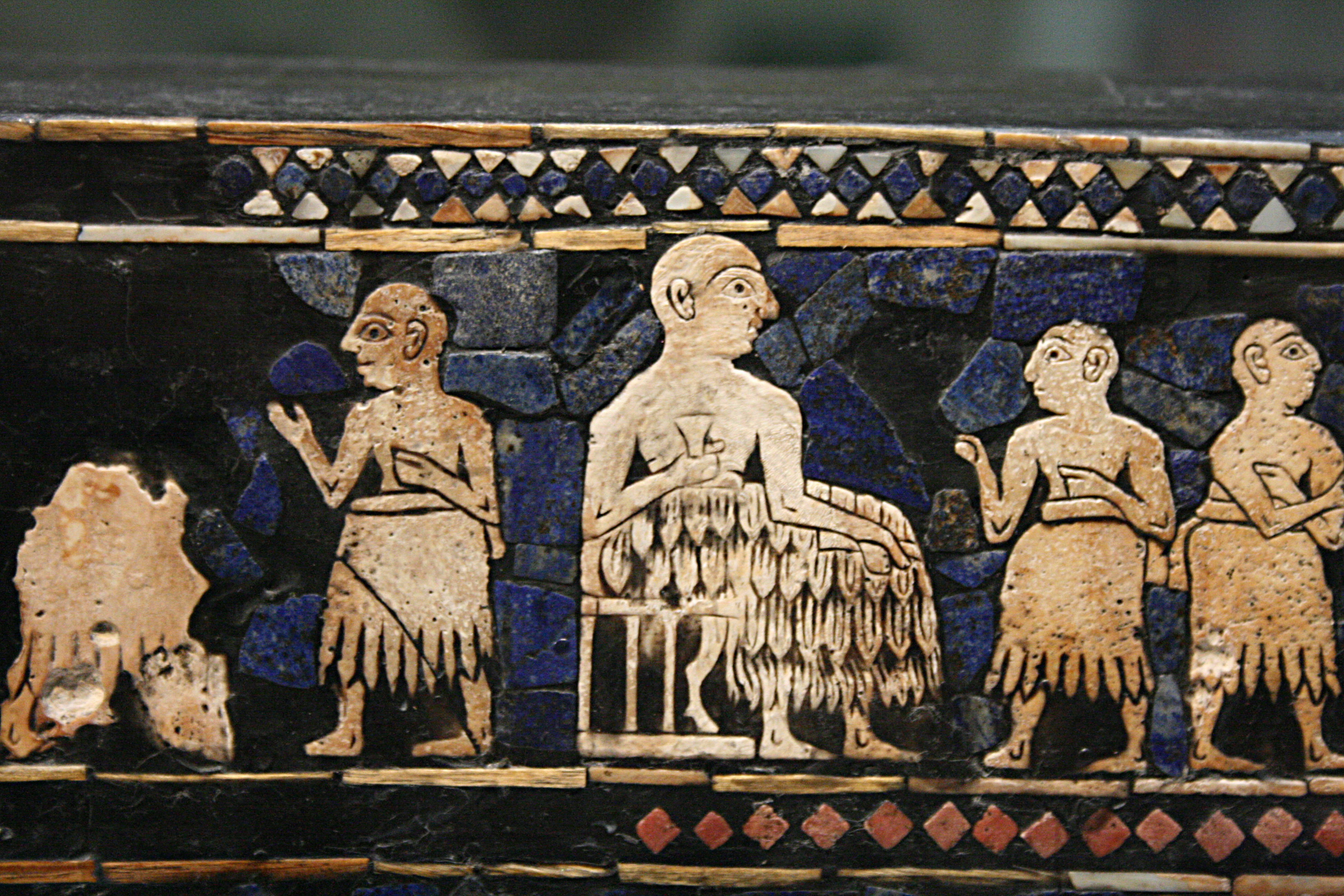
Le roi présidant un banquet, détail de l'Étendard d'Ur retrouvé dans les tombes royales.

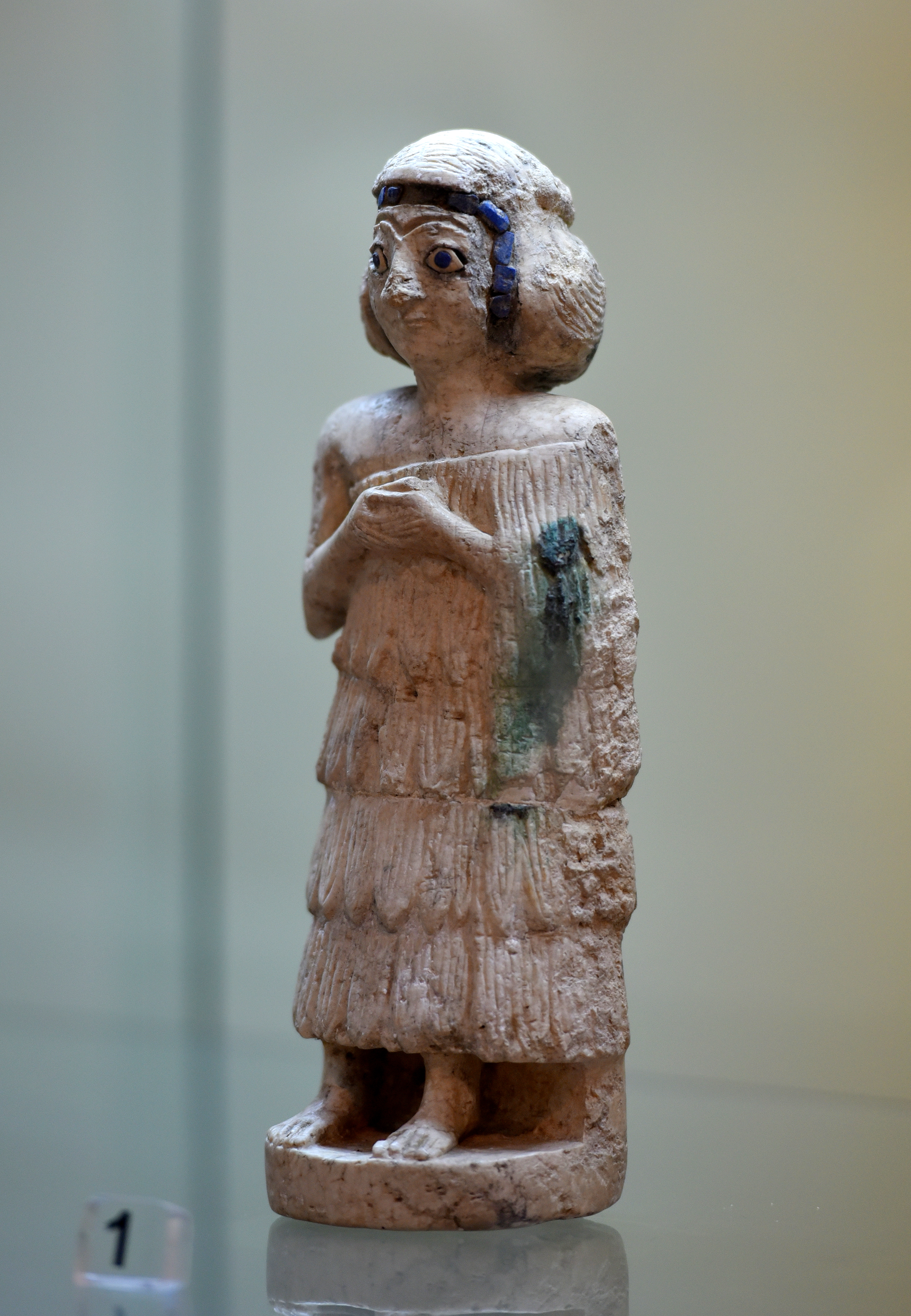
Statuette d'une orante mise au jour dans une tombe des dynasties archaïques. Musée national d'Irak.

Les témoignages de la période dynastique archaïque III (DA III, c. 2600-2340) indiquent qu'Ur reste une ville importante et opulente, dont la superficie approche les 50 hectares, qui domine la région après le déclin de l'autre site majeur, Eridu. C'est du début de cette période que date la découverte la plus fameuse réalisée sur le site, sous les SIS : les « tombes royales » (vers 2500). Ses défunts principaux, Meskalamdug et Akalamdug, sont généralement considérés comme des rois, et Puabi qui reçoit des honneurs similaires aux leurs est plutôt vue comme l'épouse d'un roi, même s'il ne faut pas exclure la possibilité qu'elle ait été une reine « régnante ». Mais aucun de ces personnages n'apparaît dans la Liste royale sumérienne. Ce document, largement postérieur aux périodes archaïques, rapporte les noms des souverains que la tradition sumérienne a conservés. Il mentionne deux dynasties qui ont dominé la Basse Mésopotamie depuis Ur : la première, fondée par Mesannepada, serait à situer vers le XXVe siècle ; ses rois sont connus par des inscriptions retrouvées sur plusieurs sites. Le souverain fondateur est également connu par des tablettes et par des inscriptions sur des objets retrouvés sur place ainsi que sur le lointain site de Mari. Il est présenté comme le fils de Meskalamdug et porte à un moment donné le titre de « roi de Kish », ce qui indique que son détenteur exerce une forme d'hégémonie sur les « cités-États » de la Basse Mésopotamie. Aanepada, son fils et successeur, est attesté quant à lui par une inscription mentionnant la construction d'un temple de Ninhursag qui a été dégagé à Obeïd. Ce dernier site appartenait donc aux rois d'Ur.
La deuxième dynastie d'Ur, qui compte quatre rois d'après la Liste royale, daterait du siècle suivant, mais ses souverains ne sont pas attestés ailleurs. Les fouilles d'Ur concernant cette période ont révélé l'existence d'un temple bâti sur une plate-forme, à l'emplacement de la future ziggurat, indiquant que le complexe de Nanna est sans doute un important groupe monumental. Le Giparu fut probablement aussi construit à cette époque et servait peut-être déjà de résidence aux grandes prêtresses (en) du dieu,. Une plaque perforée du DA III retrouvée dans ce dernier édifice représente une scène du culte du dieu-Lune, peut-être un mariage sacré. C'est néanmoins le temple sur terrasse d'Obeïd qui est la construction la mieux connue des rois archaïques d'Ur.

### Les tombes royales d'Ur
La découverte par Leonard Woolley des tombes royales d'Ur reste l'une des plus spectaculaires de l'archéologie en Mésopotamie antique. Ces tombes sont localisées dans un vaste ensemble funéraire d'environ 1 800 sépultures, et représentent tout l'éventail social de la ville d'Ur entre le XXVIe et le XXIIIe siècle (les tombes les plus récentes sont datées de la période d'Akkad). Beaucoup d'entre elles sont de simples inhumations, mais il existe aussi des tombes collectives. La plupart n'ont livré qu’un matériel rudimentaire (céramiques), mais certaines recelaient des objets en métal plus ou moins précieux. Ce qui semble indiquer que leurs occupants disposaient d'un statut social plus élevé, sans doute lié à des fonctions administratives du temple ou du palais. Une vingtaine de sépultures se placent au-dessus du lot par leur richesse ; y reposent certainement de hauts dignitaires du royaume. L'élément le plus spectaculaire est l'ensemble des dix-sept tombes qualifiées de « royales » en raison de leur architecture, de leur riche matériel funéraire et surtout des dizaines de morts accompagnant les défunts principaux, pratique non attestée en Mésopotamie en dehors de ce site. Il s'en trouve près de trois cents, identifiés par leurs vêtements à des soldats, des serviteurs et des servantes, ainsi qu'à des « dames de cour » de rang plus élevé. On a longtemps pensé qu'ils étaient morts sans violence, peut-être drogués ou empoisonnés. Mais une étude récente sur deux squelettes issus des tombes a montré que ces personnes ont sans doute été exécutées par perforation du crâne, avant que leurs corps ne soient traités pour leur conservation et vêtus de costumes d'apparat.
Les tombes royales d'Ur ont livré des objets de très belle facture, témoignant de la grande maîtrise des artisans sumériens, notamment de l’orfèvrerie et de la métallurgie. On y a retrouvé de la vaisselle de luxe, des armes finement réalisées (des poignards en or notamment), un char de trait que l'on a pu reconstituer, des statuettes, des sceaux-cylindres, etc. Parmi les œuvres les plus fameuses, on peut mentionner une lyre de bois décorée d'une tête de taureau, une sculpture représentant un bouquetin agrippé à un buisson dont il semble consommer les feuilles, mesurant 42 centimètres, réalisée en bois plaqué or, de lapis-lazuli, d'argent, de nacre et d'autres matières, ou encore l'étendard d'Ur, haut de 20 centimètres et long de 47, réalisé en nacre avec du lapis-lazuli, dont la fonction est énigmatique. La parure de Pu-abi est également impressionnante : un diadème constitué de feuilles d'or, divers bijoux en or, lapis-lazuli, cornaline et autres pierres précieuses.

Objets trouvés dans les tombes royales d'Ur (British Museum, sauf indication contraire).
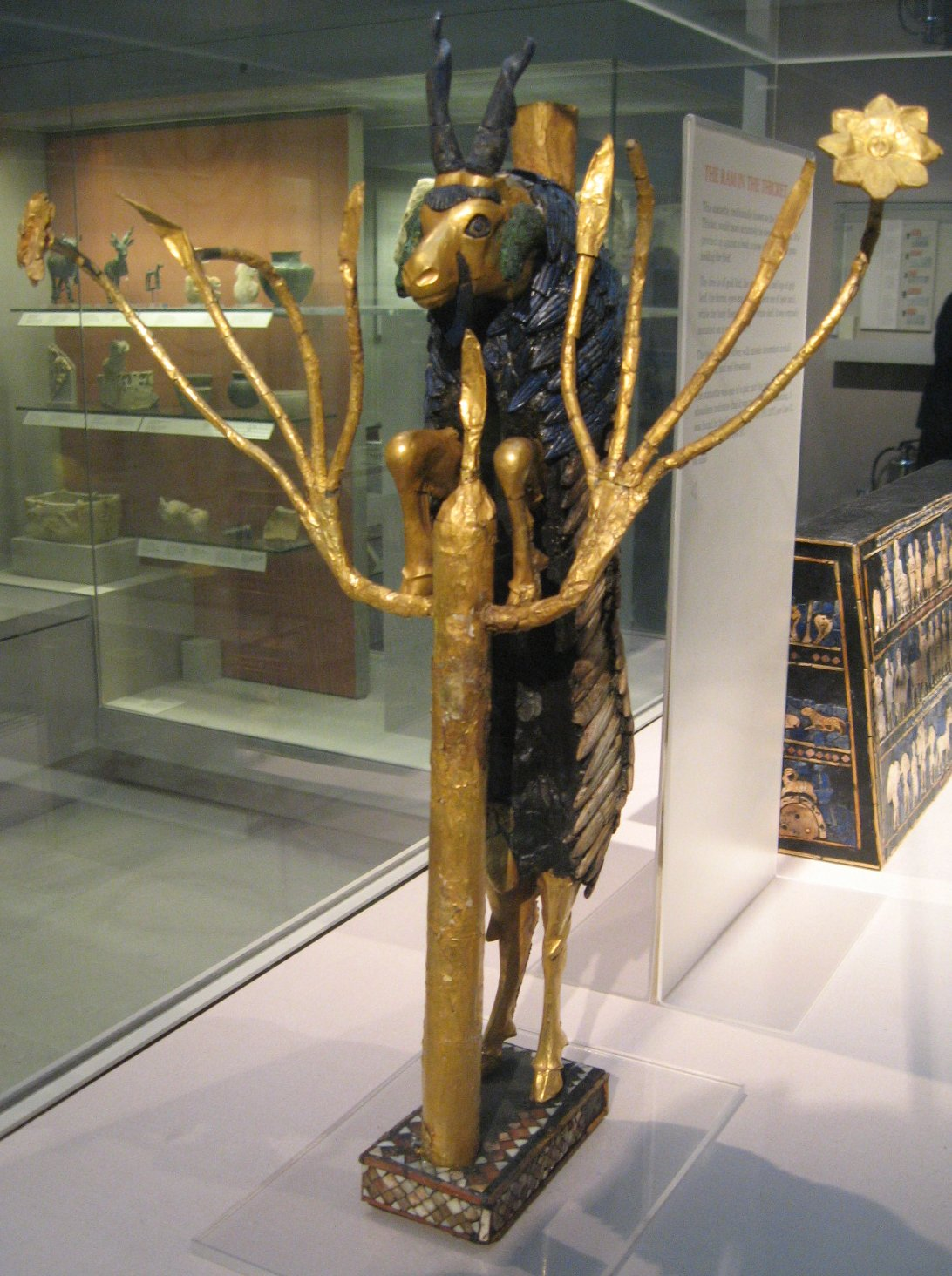
Statuette d'un bouquetin se nourrissant des feuilles d'un arbuste, bois, or et lapis-lazuli.
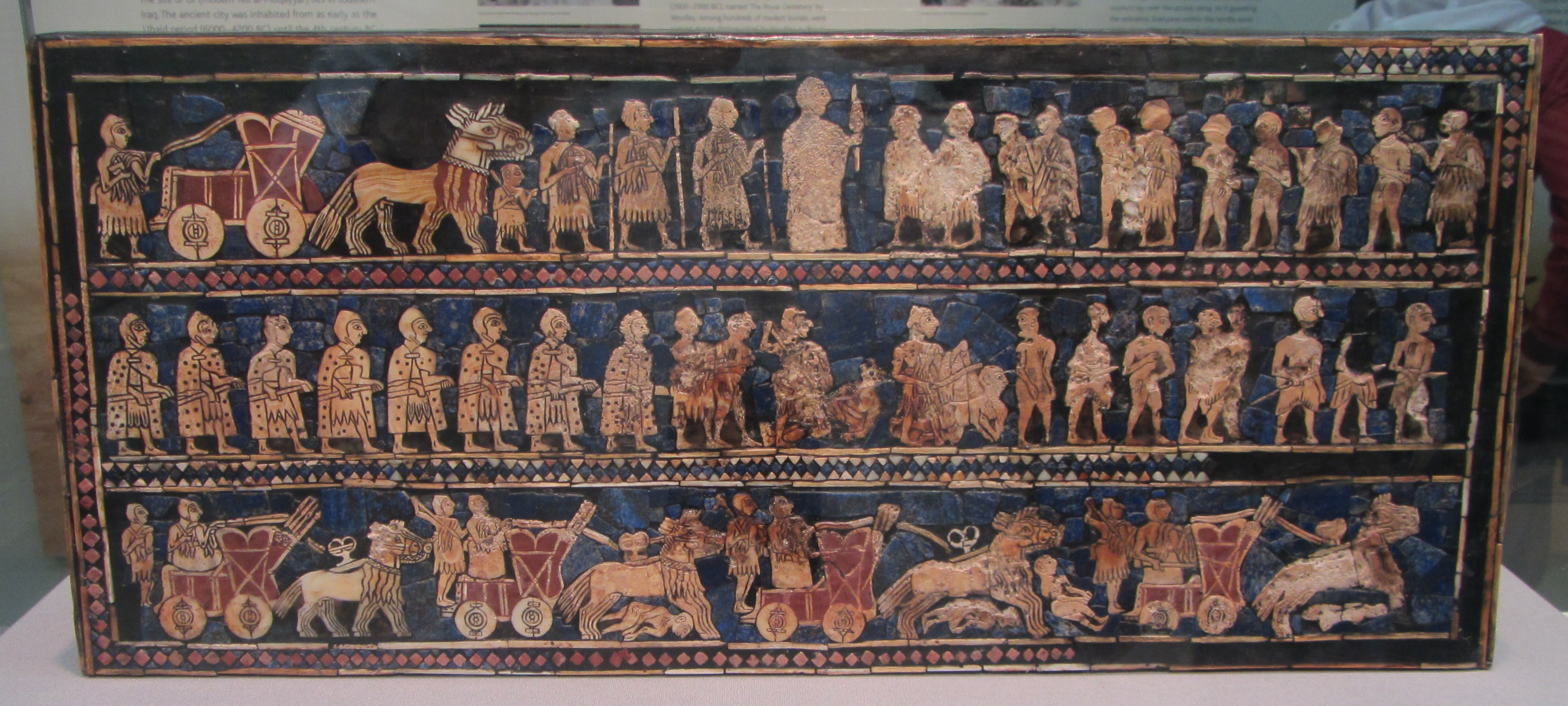
L'étendard d'Ur, vue de la « face de la guerre ».
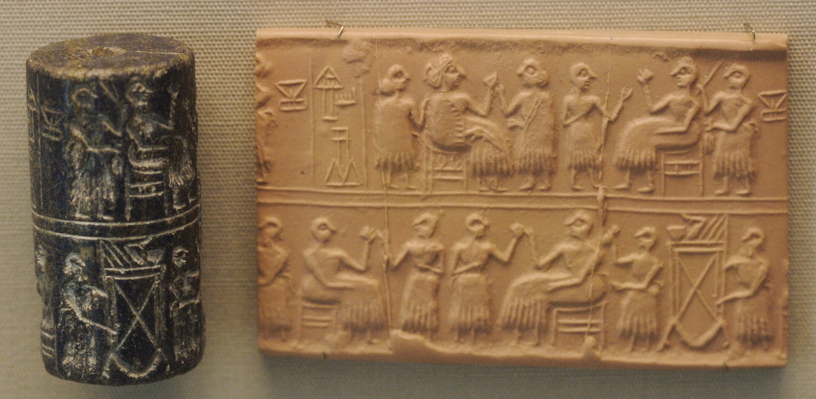
Sceau-cylindre en lapis-lazuli de Pu-abi, avec son empreinte représentant une scène de banquet.
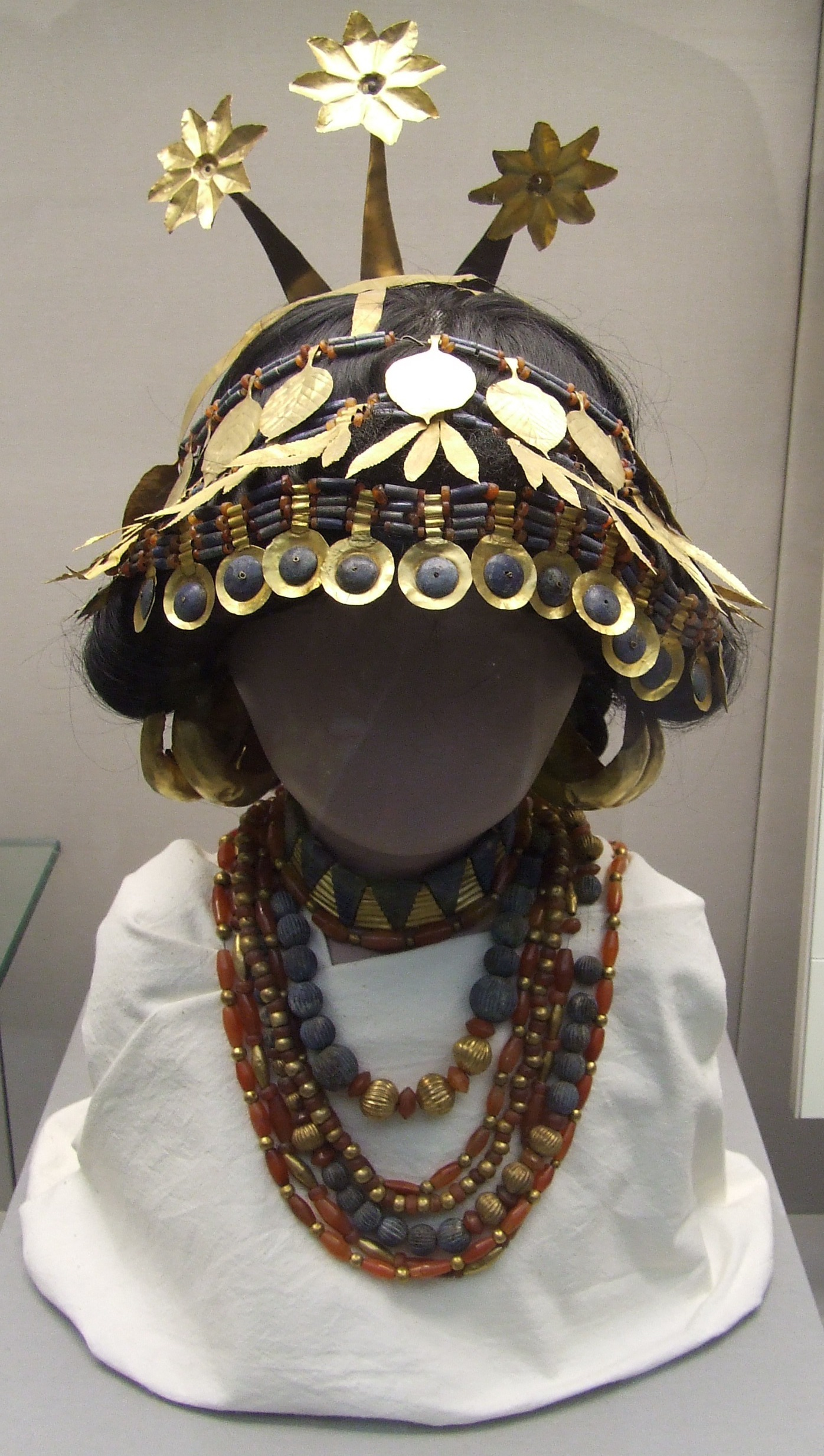
Parure de Pu-abi : diadème en feuilles d'or et pierres précieuses, colliers en pierres précieuses.
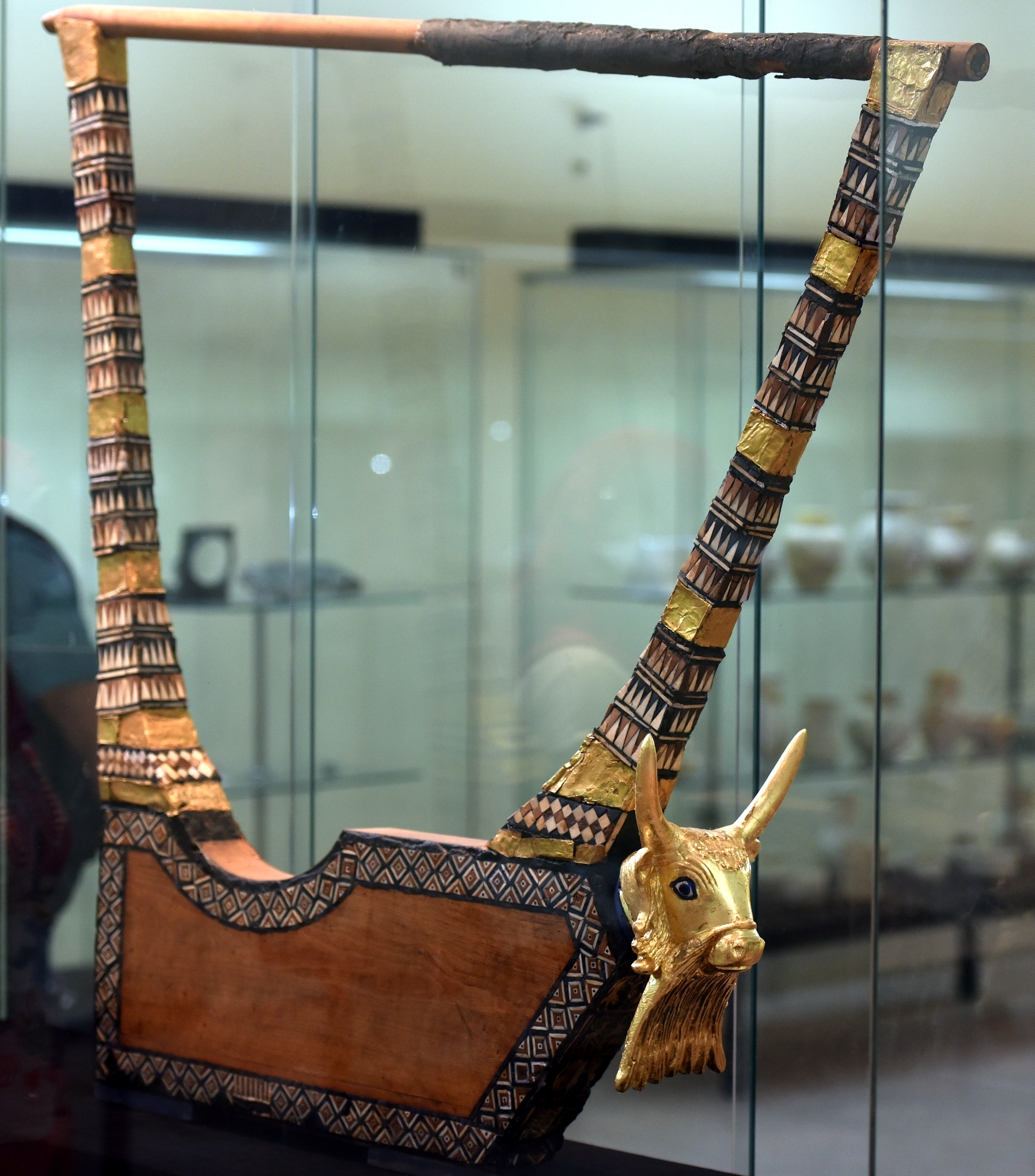
Lyre de la tombe de la reine. Musée national d'Irak.
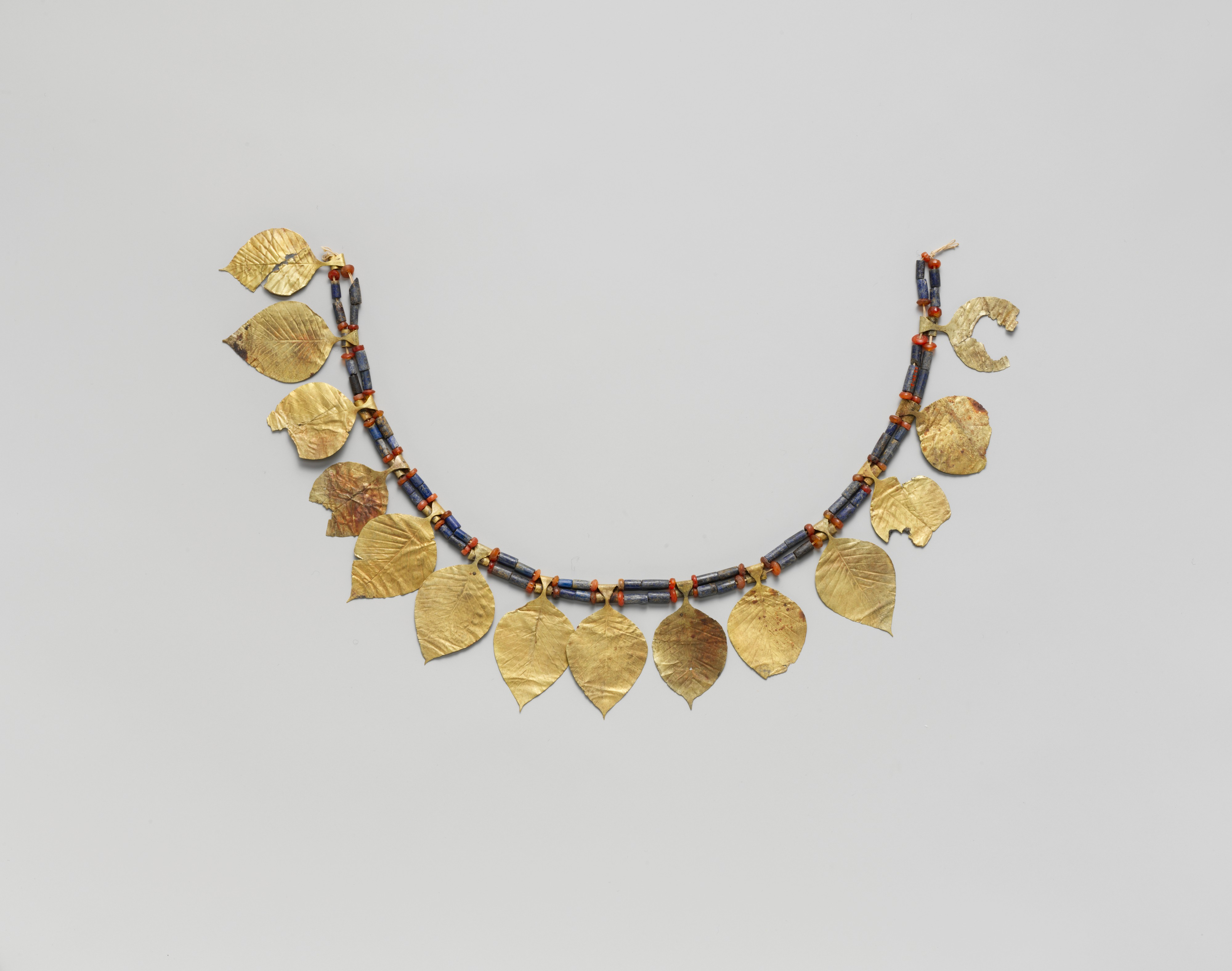
Coiffe en feuilles d'or, « tombe du roi ».
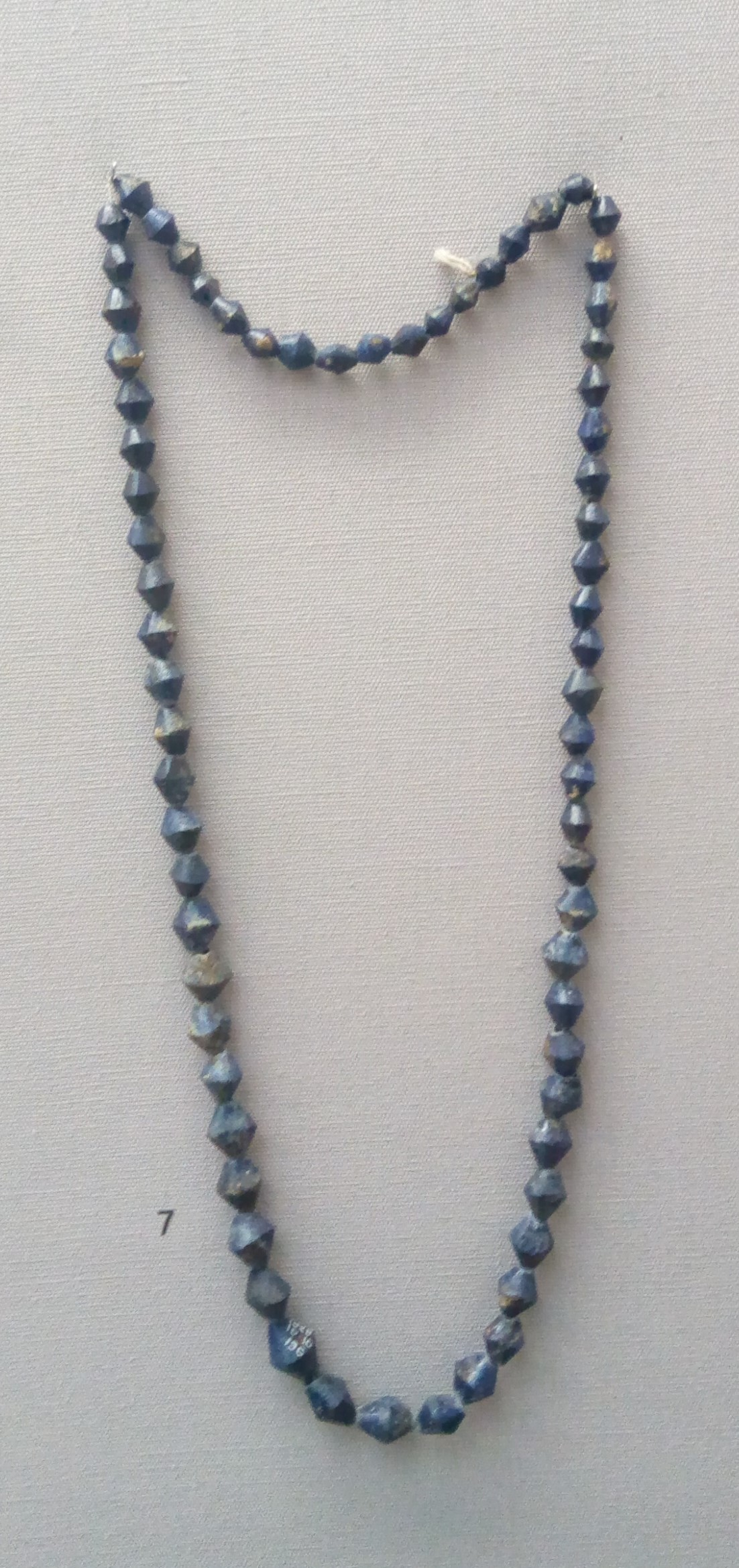
Collier en perles de lapis-lazuli, « tombe du roi ».
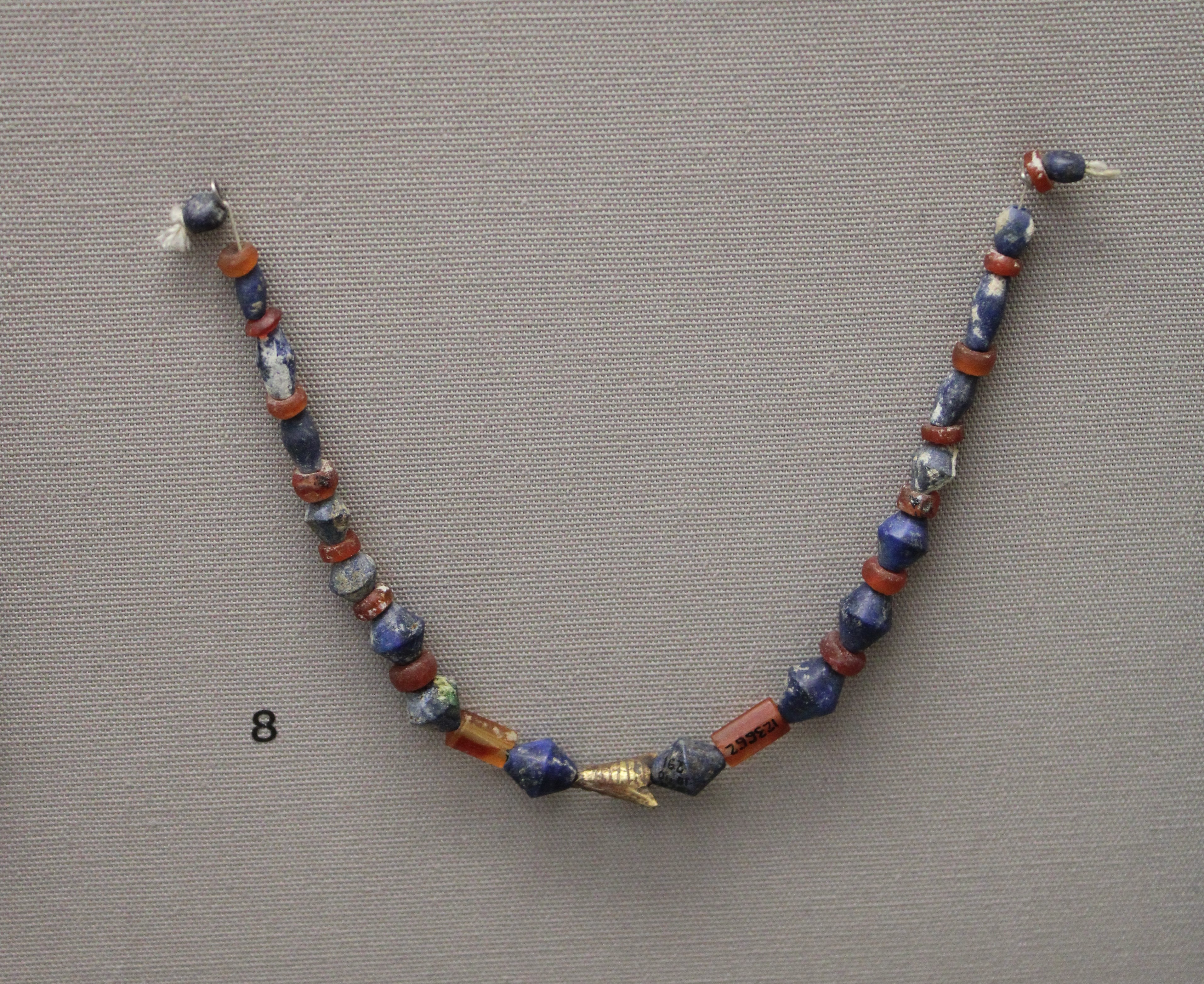
Collier en perles de cornaline et lapis lazuli, amulette en or en forme de mouche.
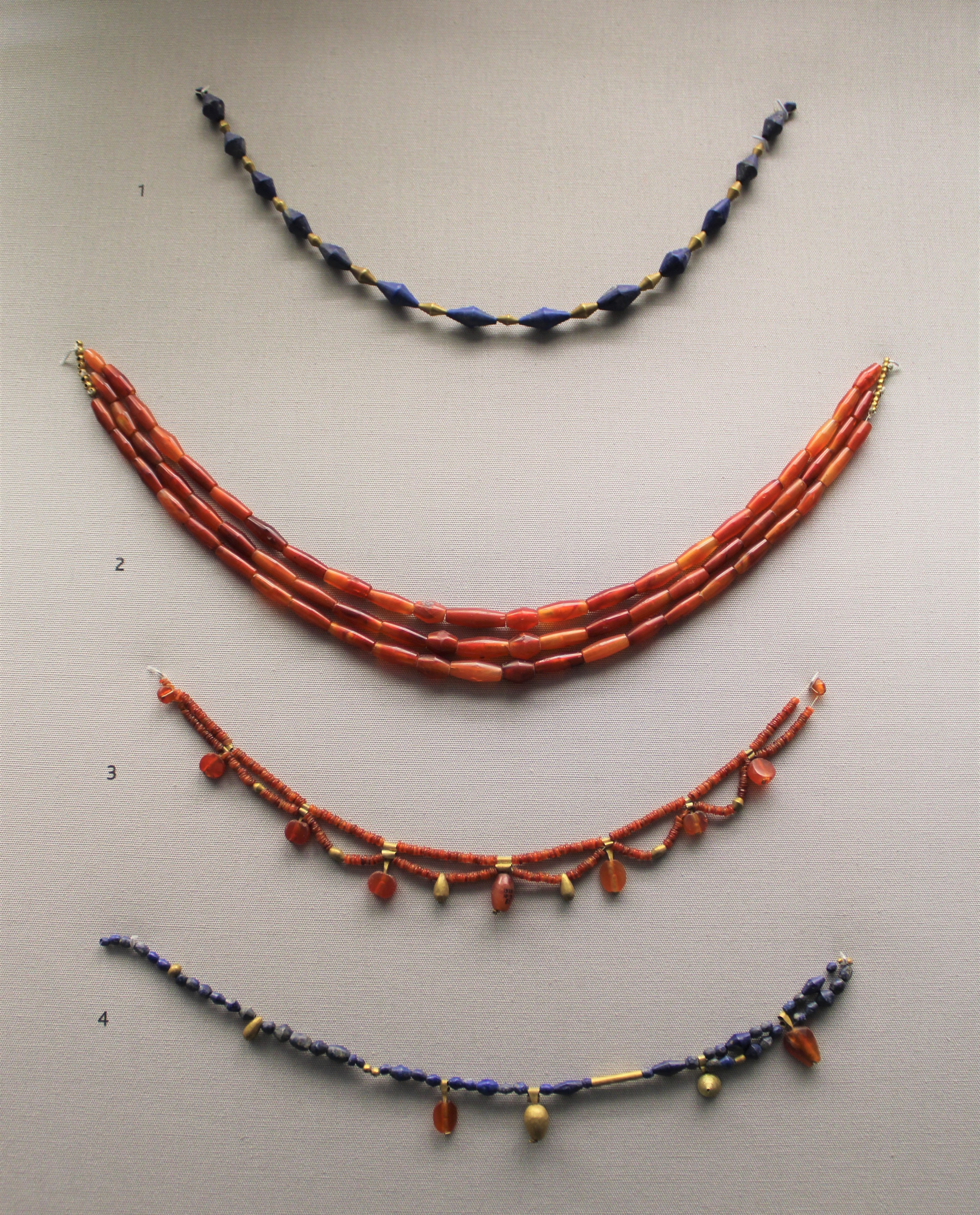
Joaillerie en or, carnélite et lapis-lazuli, provenant de la tombe PG 580.
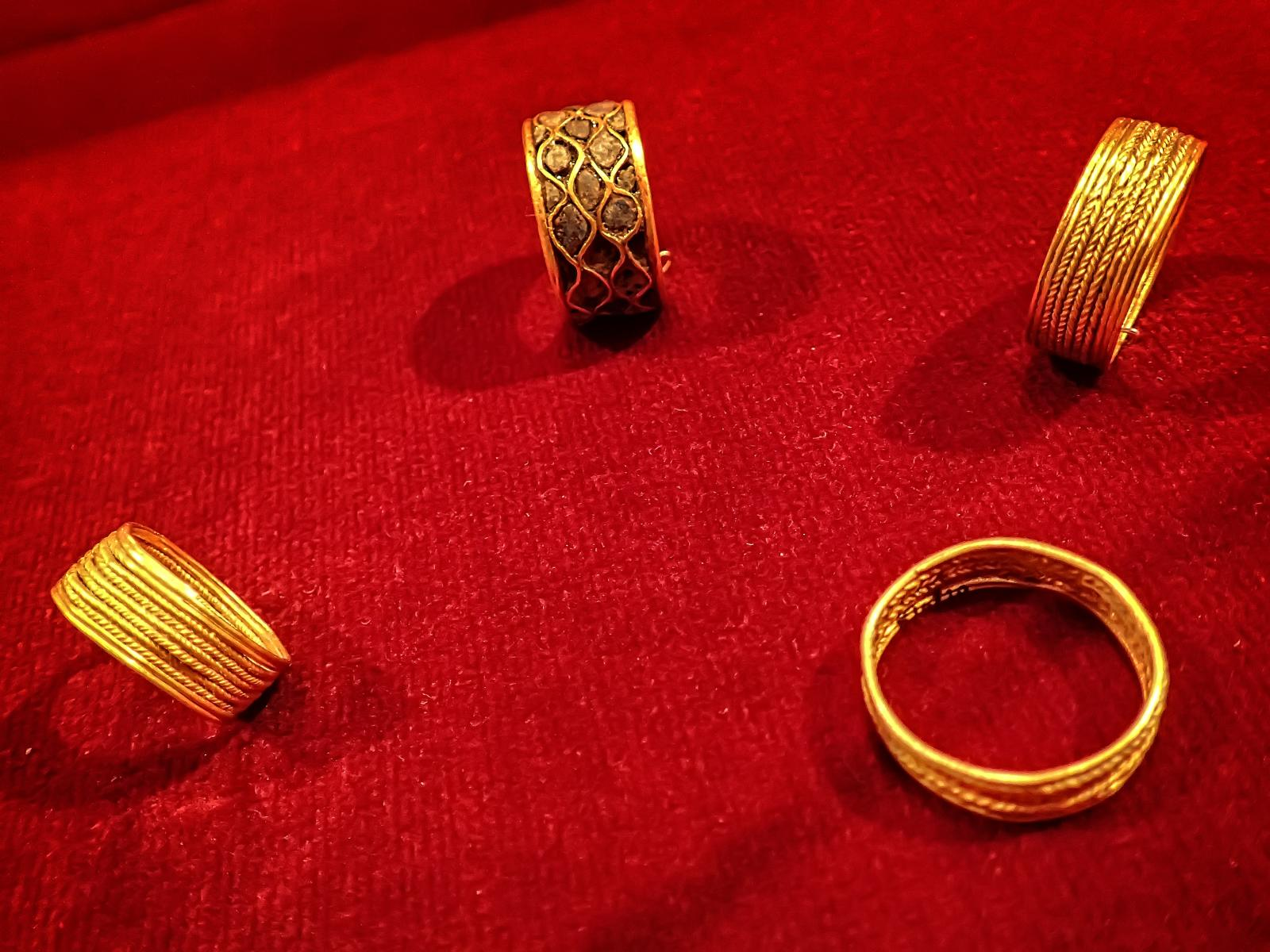
Bagues en or. Penn Museum.
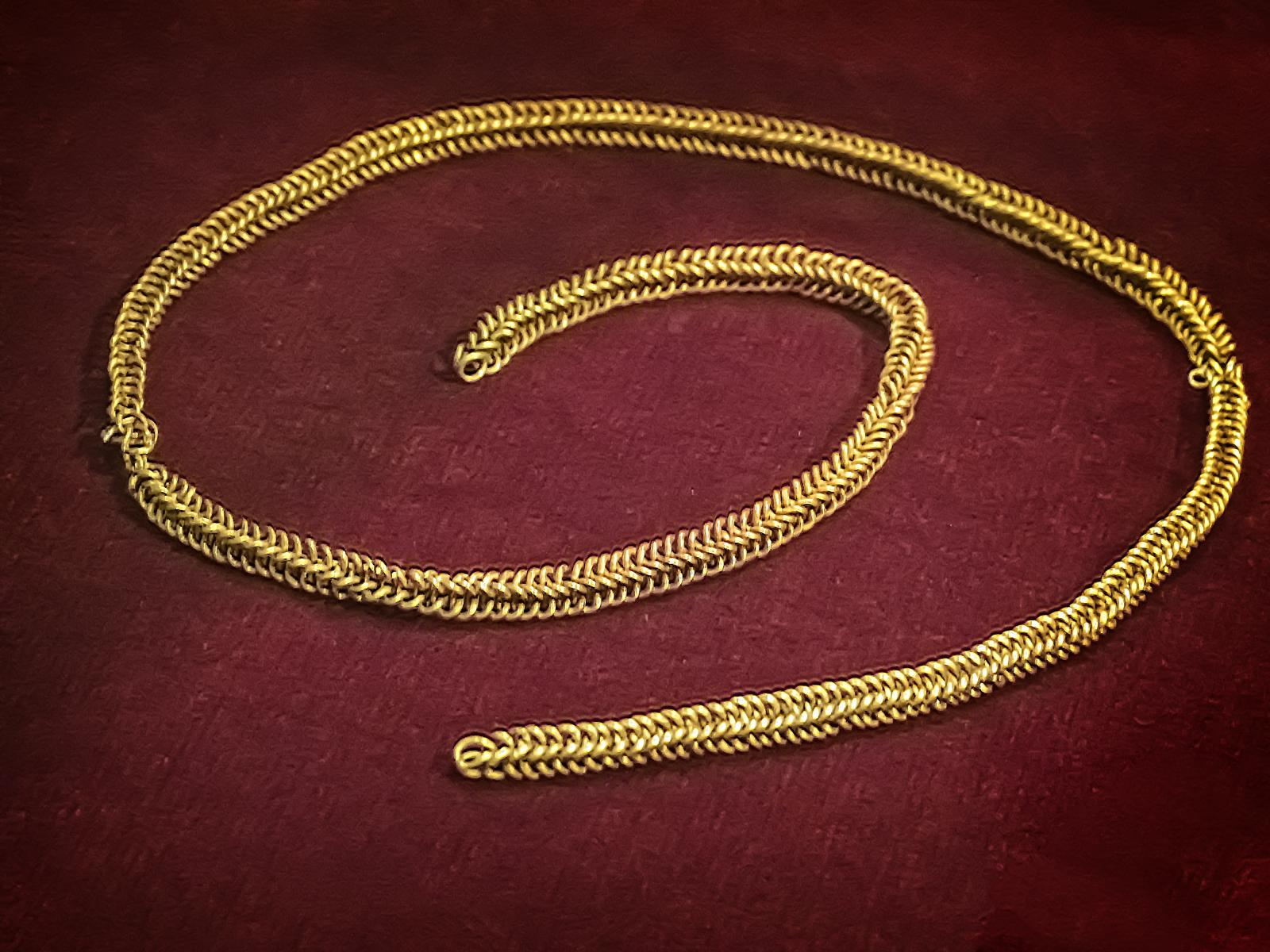
Chaîne en or. Penn Museum.
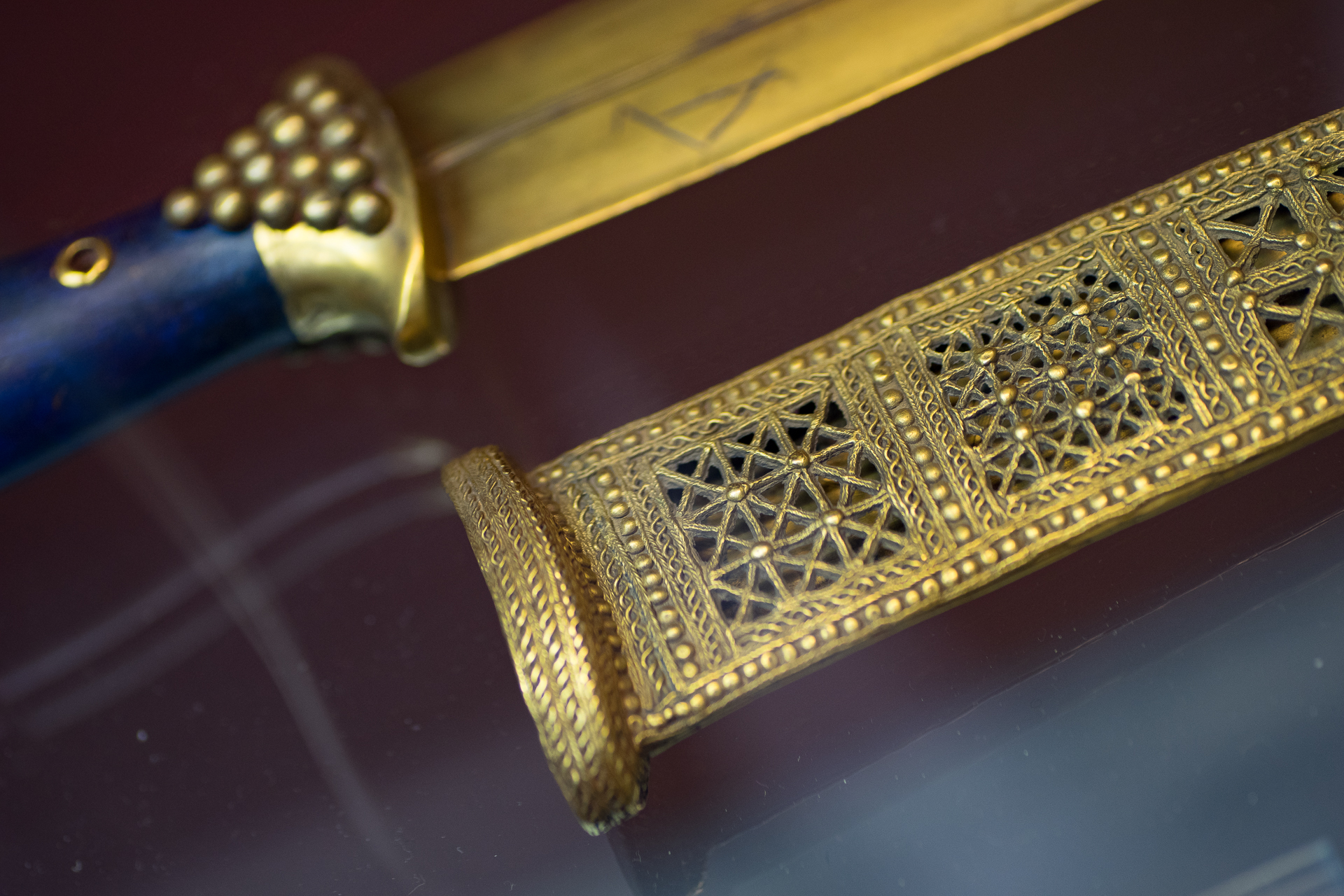
Dague et fourreau en or, tombe PG 580.
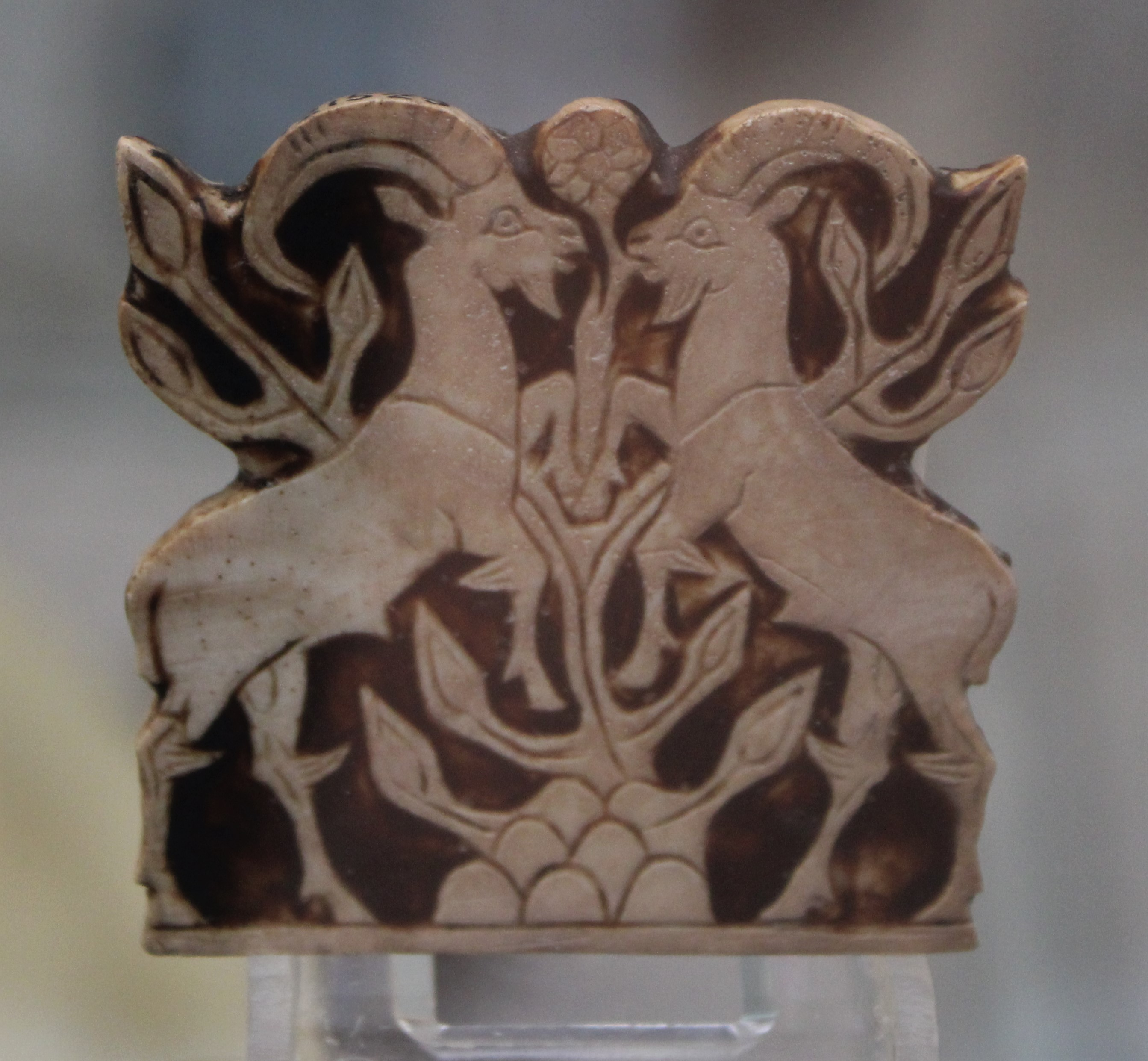
Plaque d'incrustation en nacre gravée, représentant deux bouquetins dressés sur leurs pattes arrière autour d'un arbuste.

L'interprétation de l'ensemble des « tombes royales » pose plusieurs problèmes. Certains défunts dont les tombeaux sont les plus riches, notamment les « rois » Meskalamdug et Akalamdug et la « dame » ou « reine » (nin) Pu-abi, identifiés par Woolley comme des membres d'une famille royale, sont désignés comme tels par certains objets les accompagnant. Pourtant leur titulature n'est pas certaine, et il pourrait également s'agir de grands prêtres et de grandes prêtresses du dieu Nanna, comme il en est connu pour les périodes suivantes. Les pratiques funéraires spectaculaires ont également suscité diverses théories. Elles reflètent manifestement des croyances religieuses spécifiques. Le sacrifice planifié des serviteurs après la mort de leur maître viserait à assurer à ces derniers une cour les accompagnant dans l'au-delà. Ces morts d'accompagnement sont attestés pour d'autres civilisations, et symbolisent la soumission extrême à un chef, à moins qu'il ne s'agisse de sacrifices pratiqués dans le cadre du culte du dieu-Lune. L'analyse du matériel funéraire est un autre sujet de débat : sa richesse et sa qualité illustrent les capacités des artisans sumériens et les moyens mis à la disposition des élites, notamment une insertion certaine dans des réseaux d'échanges internationaux. Ils pourraient être vus comme des cadeaux aux maîtres du monde des morts accueillant les défunts, ou bien des objets devant servir à ces derniers dans l'au-delà.

### Fin du Dynastique archaïque et période d’Akkad
L'histoire de la ville d'Ur au DA III (2600-2340) est à peine mieux connue que celle des époques précédentes. Plusieurs inscriptions des rois d'Uruk indiquent qu'ils dominaient aussi Ur, les deux grandes cités sumériennes ayant apparemment constitué une même entité politique dominée par une seule dynastie portant le titre de rois d'Uruk et d'Ur. Le souverain Enshakushana d'Uruk, qui semble dominer le sud mésopotamien après sa victoire contre le roi Enbi-Ishtar de Kish, est ainsi présenté comme le fils du roi Elili d'Ur. Ses successeurs Lugal-kinishe-dudu et Lugal-kisal-si proclamaient exercer la royauté sur Ur. Bien qu'ils dirigent une des plus puissantes cités-États sumériennes, leur dynastie tomba finalement sous la coupe de Lugal-zagesi, originaire d'Umma. Celui-ci prit le titre de roi d'Uruk et domina toute la Basse Mésopotamie un court laps de temps, avant d'être défait par Sargon d'Akkad vers 2340.

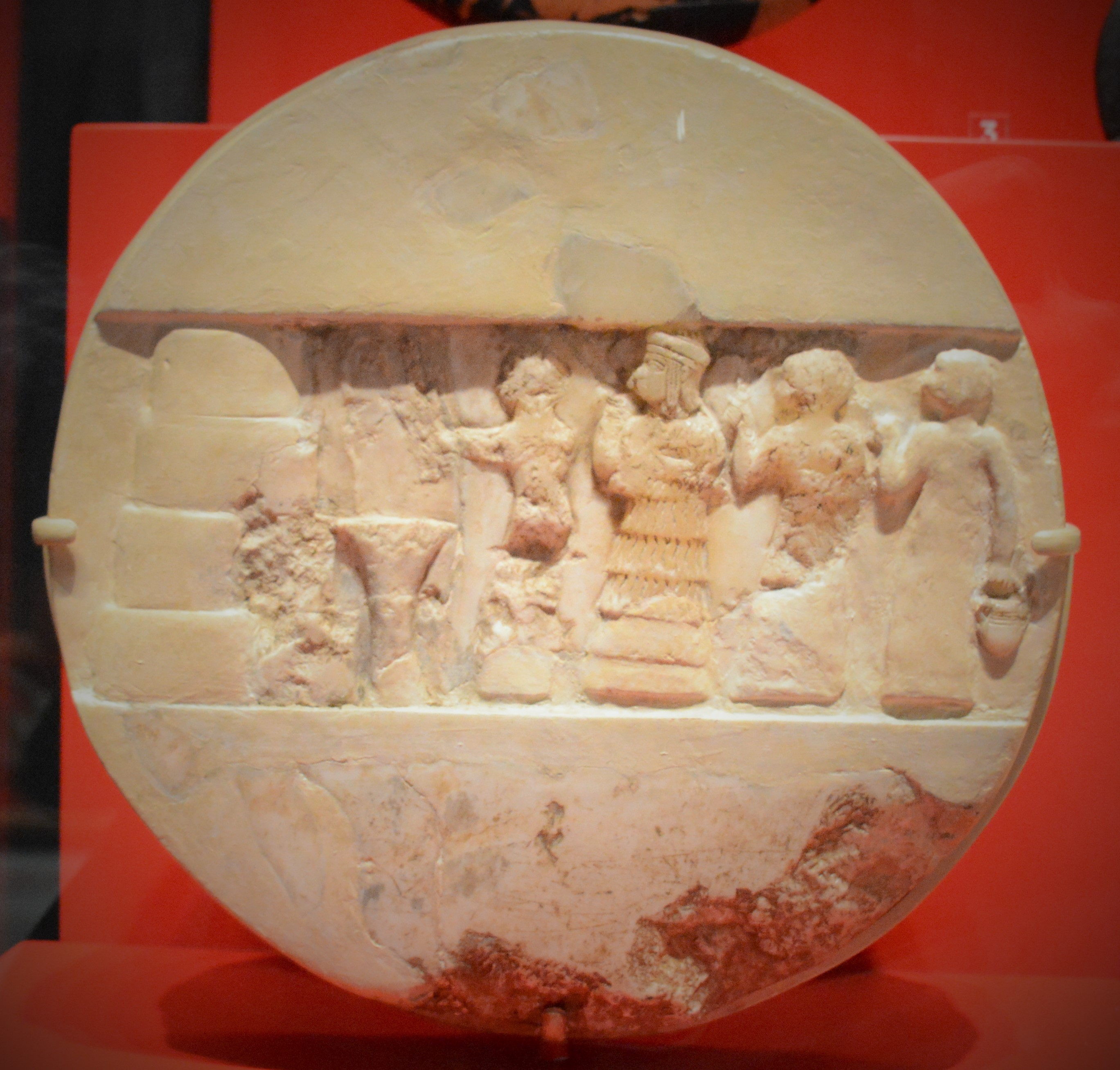
Le « disque d'Enheduana » : scène rituelle, la princesse est représentée au centre, en deuxième position en partant de la gauche. Retrouvé dans le Giparu d'Ur. Musée d'Archéologie et d'Anthropologie de l'Université de Pennsylvanie.

Sur le site même, la période d'Akkad n'est connue que par des sépultures et quelques inscriptions. On sait que Sargon installa sa fille Enheduana comme grande prêtresse du sanctuaire du Dieu-Lune Nanna, inaugurant une tradition reprise par son petit-fils Narâm-Sîn, qui fit à son tour de sa fille Enmenanna la grande prêtresse de ce temple. Enheduana est passée à la postérité à la suite de la rédaction de divers hymnes qui lui furent attribués par la tradition littéraire mésopotamienne ultérieure. Un disque en albâtre la représentant a été retrouvé dans le Giparu, où elle résida probablement en tant que grande prêtresse du dieu Nanna. La mise en place de princesses d'Akkad avait sans doute une visée politique, servant de signal pour rallier la ville à la domination des rois d'Akkad. Mais cela ne fut pas suffisant, car Ur participa à plusieurs révoltes : la première vit un de ses chefs, un certain Kaku originaire d'Ur, s'opposer à Rimush, fils de Sargon, peu après sa montée sur le trône ; Ur fut également impliquée dans une grande rébellion qui s'opposa à Narâm-Sîn, sous la direction d'un certain Lugal-Ane.

## Les apogées d'Ur: troisième dynastie et période paléo-babylonienne
La documentation archéologique et épigraphique collectée sur le site d'Ur documente avant tout une période de plus de trois siècles allant d'environ 2112 à 1740. Elle comprend deux époques qui peuvent être vues comme des ères de grande prospérité de la ville et de sa région, séparées par une phase de destructions : la première est celle de la troisième dynastie d'Ur (ou Ur III, c. 2112-2004), durant laquelle Ur devient la capitale d'un grand empire dont les souverains réalisent de nombreuses constructions ; la seconde est la période dite d'« Isin-Larsa » (première partie de la longue période dite « paléo-babylonienne », c. 2004-1595), du nom des deux royaumes qui exercent alors leur hégémonie sur la Basse-Mésopotamie (c. 2000-1763), durant laquelle Ur n'est plus la capitale d'un royaume mais reste une ville importante dans le domaine religieux et économique et fait l'objet de nombreuses attentions de la part des souverains qui la dominent. La documentation sur Ur à cette période concerne en premier lieu son grand sanctuaire, dont les monuments principaux ont été dégagés. Les milliers de tablettes cunéiformes exhumées pour les périodes d'Ur III et paléo-babylonienne, qui proviennent notamment des résidences datées de la seconde, offrent un éclairage sur certains aspects de la société et de l'économie de la ville et de sa région.

### Historique

#### La troisième dynastie d'Ur

L'extension approximative de l'empire de la troisième dynastie d'Ur sous le règne de Shulgi, et son organisation centre/périphérie.

Après la chute de la dynastie d'Akkad, une partie de la Basse Mésopotamie est apparemment dominée par des rois Gutis, avant que des souverains d'origine locale ne reprennent les choses en main. L'un d'eux, Ur-Bau de Lagash, fait de sa fille En-anne-padda la grande prêtresse de Nanna. Ur est peut-être dominée par ce roi, ou bien dirigée un temps par un certain Lusaga connu par une inscription. Quoi qu'il en soit, elle passe peu après sous la coupe d'Utu-hegal d'Uruk, qui y place un gouverneur, Ur-Namma (peut-être son propre frère). Ce dernier le renverse et monte sur le trône d'Ur vers 2112. Il est considéré par la tradition mésopotamienne comme le fondateur de la troisième dynastie d'Ur (en abrégé Ur III). Lui et son fils et successeur Shulgi (2094-2047) fondent un puissant empire qui domine toute la Mésopotamie jusqu'à la fin du XXIe siècle ; cet empire est généralement considéré comme la dernière entité politique sumérienne (on parle parfois de « période néo-sumérienne » ou de « renaissance sumérienne » pour cette époque), même si la langue sumérienne n'est peut-être déjà plus parlée. Ur devient donc la capitale d'un puissant royaume. Les rois d'Ur ne semblent pas faire de cette ville leur résidence principale, et lui préfèrent Nippur ou sa voisine Puzrish-Dagan. Il n’empêche qu'ils effectuent de grands aménagements dans ce qui reste l'une des principales cités du sud mésopotamien, notamment dans le sanctuaire du dieu Nanna. Les travaux principaux sont entrepris par Ur-Namma et sans doute poursuivis par Shulgi.

#### La chute d'Ur

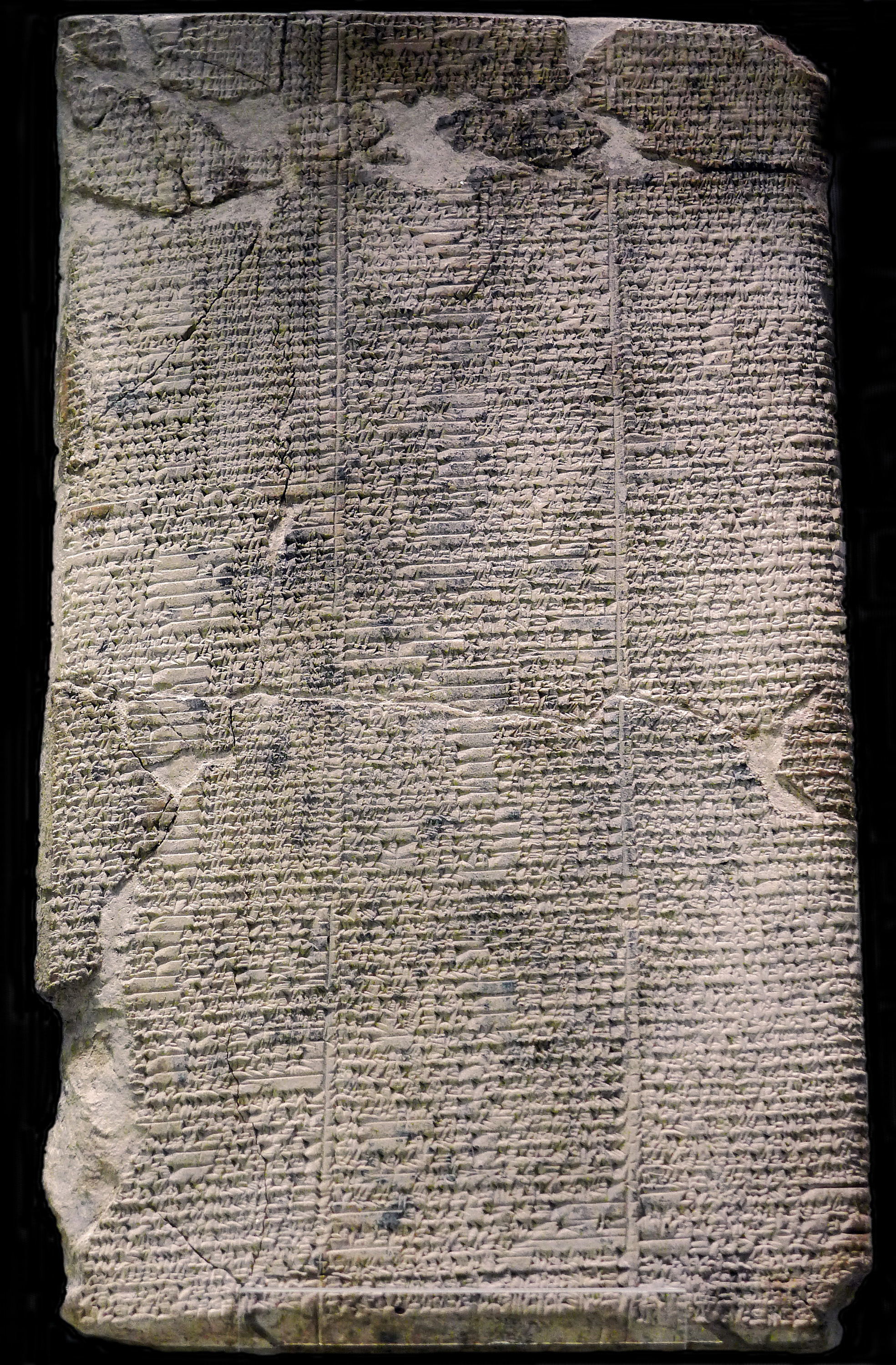
Tablette portant le texte de la Lamentation sur la destruction d'Ur, Musée du Louvre.

Le royaume d'Ur s’affaiblit au cours des dernières décennies du XXIe siècle. Sous le règne du roi Ibbi-Sîn (2028-2004), une grande partie du royaume est perdue, et des cités commencent à faire sécession à l'intérieur même du pays de Sumer : Isin se sépare d'Ur sous la direction d'Ishbi-Erra, dont le règne commence en 2017. Dans ce contexte difficile, marqué notamment par des incursions de nomades amorrites, une coalition menée par un roi élamite, Kindattu de Simashki, envahit le pays de Sumer et, en 2004 av. J.-C., s'empare de Ur. Ibbi-Sîn est déposé et amené en Élam en même temps que la statue de culte du dieu Nanna. Woolley a identifié des traces de destructions dans les monuments principaux du sanctuaire de Nanna qu'il a attribuées à cette invasion. Cependant les Élamites sont repoussés peu après par Ishbi-Erra, qui devient alors le souverain le plus puissant de Basse Mésopotamie et reprend le contrôle d'Ur.
Cet événement dramatique a apparemment marqué les consciences en Basse Mésopotamie. La période de la chute de la Troisième dynastie d'Ur fait l'objet de cinq textes appelés par les chercheurs modernes « lamentations » et parmi lesquels on compte une Lamentation sur la destruction d'Ur et une Lamentation sur la destruction de Sumer et d’Ur. Ces récits décrivent les malheurs qu’a subis cette ville durant ces temps difficiles, et leur donnent une tournure catastrophique en présentant la destruction comme un retour à l'état primitif, là où auparavant une brillante civilisation s'épanouissait. Ces textes restent néanmoins très vagues sur les événements eux-mêmes, cherchant plutôt à en expliquer la cause par des sanctions divines. Il s'agit en fait de textes produits plusieurs décennies après les faits à l’initiative des souverains d'Isin. Ces derniers cherchent en effet à justifier la chute des rois d’Ur par la perte de l'appui divin dont ils disposaient précédemment et souhaitent ainsi légitimer leur propre domination sur le pays de Sumer.

#### L'époque des rois amorrites

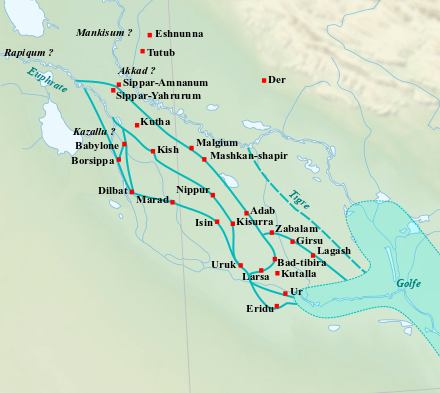
Situation d'Ur en Basse Mésopotamie au début du

Après la chute de la IIIe dynastie sous les coups des Élamites, la Mésopotamie éclate en plusieurs royaumes, dominés par des dynasties d'origine amorrite,. Durant cette période, il est certain que les locuteurs de langue sumérienne ont disparu (si ce n'était pas déjà le cas avant) : Ur devient donc une ville de langue akkadienne, même si le sumérien reste compris et utilisé par le clergé. Mais la ville a perdu son indépendance politique. Elle est d'abord incluse dans la première puissance hégémonique, le royaume d'Isin, dont le souverain Shu-ilishu (1984-1975) organise le retour de la statue de Nanna à Ur depuis l'Élam. Ces rois reprennent l'habitude de nommer l'une de leurs princesses grande-prêtresse de Nanna. C'est le cas d'Enannatumma, fille d'Ishme-Dagan sous le règne duquel la restauration du sanctuaire de Nanna est très active. Vers 1925, Ur est prise par le roi de Larsa Gungunnum. Celui-ci ne transforme pas son administration, laissant notamment Enannatumma et le personnel en place. La ville est reprise un temps par le Bur-Sîn d'Isin au début du XIXe siècle, mais repasse vite sous la coupe de Larsa. Les nouveaux maîtres de la cité ne la délaissent pas, puisqu'ils restaurent à leur tour son grand sanctuaire et y effectuent quelques aménagements. La région d'Ur connaît la stabilité sous le règne de la nouvelle dynastie de Larsa fondée par Kudur-Mabuk. Les fils de celui-ci, Warad-Sîn et Rîm-Sîn, lui succèdent tandis que sa fille Enanedu devient grande prêtresse de Nanna. Ces rois visitent la ville à plusieurs reprises et se rendent dans son grand temple, comme l'indiquent plusieurs hymnes. Ils procèdent à de nombreux travaux, notamment au remaniement de l'enceinte du temple de Nanna, et à la restauration ou à la construction de plusieurs temples.
En 1763, Ur passe sous le contrôle du roi Hammurabi de Babylone (1792-1750) quand celui-ci s'empare du royaume de Larsa. Ur entre alors dans une période de déclin rapide. Au début du règne de son successeur Samsu-iluna (1749-1712), les villes du sud de la Mésopotamie se révoltent contre le pouvoir babylonien sous la direction d'un personnage qui prend le nom de Rîm-Sîn (II). Mais les rebelles sont vaincus, Ur est prise et Samsu-iluna déclare avoir détruit sa muraille. Les archives paléo-babyloniennes s'arrêtent durant la onzième année de son règne, qui est sans doute la date de la destruction par le feu de plusieurs d'entre elles. La ville est apparemment abandonnée à partir de ce moment-là, comme plusieurs villes voisines (Uruk et Larsa). Ses habitants migrent probablement vers le nord, comme le font ceux d'Uruk que l'on retrouve plus tard à Kish. Les fouilles de 2017 ont permis de constater que la ville est désertée à ce moment et que les maisons font l'objet de pillages. Un texte de la douzième année du règne de Samsu-iluna, donc après cette désertion, montre la réorganisation de la garde du temple de Ningal, sans doute pour faire face aux pillards.
Les traces d'occupation des sites de la région sont très limitées pour les deux siècles et demi suivants (ou un siècle et demi selon la chronologie basse), même si un site a été récemment mis au jour à Tell Khaiber (en) (à 20 km d'Ur), un centre administratif dépendant de la première dynastie du Pays de la Mer, une entité politique encore mal connue et qui a pris le contrôle de la région.

### Plan et extension de la cité

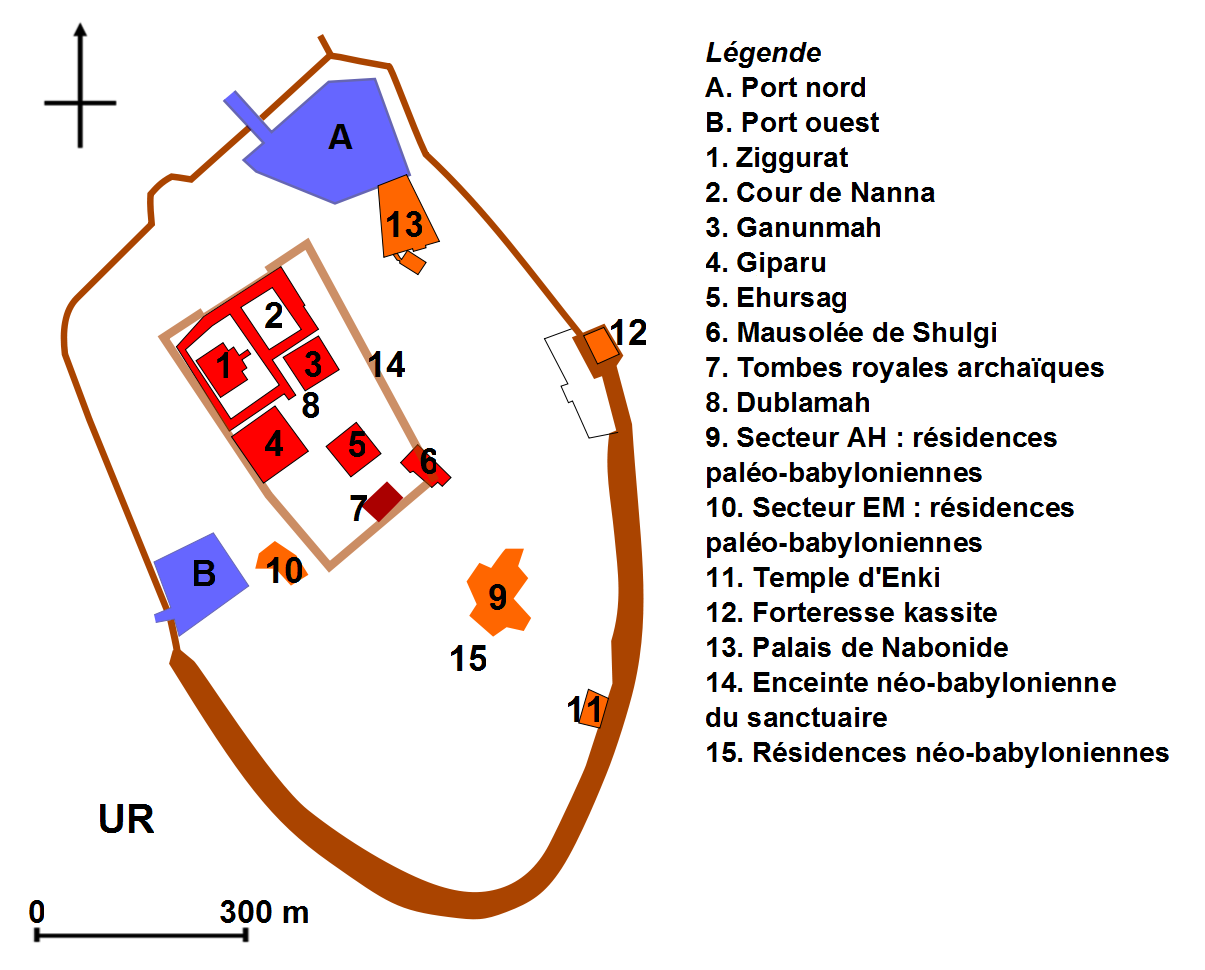
Plan simplifié du site d'Ur selon la reconstitution de Woolley. Les bâtiments figurés dans le quartier sacré, en rouge, correspondent aux périodes d'Ur III et d'Isin-Larsa.

Le centre de la ville d'Ur occupait à cette période une surface d'environ soixante hectares, mesurant approximativement 1 300 mètres du nord au sud et 900 mètres d'est en ouest, et formant un vaste tell de forme ovale d'environ 50-60 hectares. C'est sur les contours de ce dernier que Woolley a voulu reconnaître le tracé de l'enceinte construite par Ur-Namma, qui la commémore dans plusieurs inscriptions. Si son intuition, généralement suivie, était la bonne, il n'en reste quasiment plus rien. Selon sa reconstitution, des édifices furent incorporés dans les remparts, notamment les temples paléo-babyloniens d'Enki et de Ningishzida dont les restes ont pu être identifiés, et la muraille était alors plus large. Cette enceinte aurait été bordée par des cours d'eau (sauf sur son côté sud) : un bras de l'Euphrate à l'ouest et un canal artificiel à l'est. Toujours selon Woolley, ils étaient reliés aux deux dépressions identifiées comme des anciens ports : le « port nord » et le « port ouest ».
On sait en tout cas par les textes qu'Ur était un port fluvial très dynamique, ouvert sur le golfe Persique. Ses marchands allaient faire de florissantes affaires à Dilmun (Bahreïn) et Magan (Oman). Mais il semblerait que le quartier commercial principal (karūm) soit localisé hors du tell principal. En effet, la ville ne se limitait pas à l'intérieur de l'enceinte, qui selon les estimations de Woolley n'englobait qu'un sixième de l'agglomération. Elle était entourée d'espaces bâtis qui s'étendaient sur une surface inconnue, mais repérés par les archéologues. Ceux-ci ont notamment dégagé un magasin appelé le « trésor de Sîn-iddinam » à plus d'un kilomètre de la ville. Les recherches récentes menées à partir de photographies aériennes et d'images satellites, combinées à des prospections sur le sol, ont estimé que la taille de l'espace occupé avait pu couvrir une surface minimale de 100-140 hectares aux périodes d'Ur III et d'Isin-Larsa. La ville d'Ur intègre à certains moments des zones de peuplement déjà repérées auparavant, mais plutôt interprétées comme des faubourgs, par exemple Diqdiqqah situé au nord-est du secteur sacré. Cela implique que la densité de peuplement dans les zones périphériques a varié selon les époques, sur un espace d'environ 500 hectares autour de la ville murée. Il est en tout cas évident que l'espace urbanisé n'était pas partout densément bâti, car les villes mésopotamiennes comprenaient des jardins, des vergers et des champs, y compris dans leurs quartiers intra-muros. Plus loin, plusieurs villages de petite taille (moins de dix hectares) étaient situés le long de canaux menant à la ville. La population d'Ur durant la période d'Ur III et le début de celle d'Isin-Larsa a été estimée à 250 000 habitants par Woolley. Cette évaluation a été ramenée par Wright à une fourchette de 17 000 à 27 000 habitants pour la ville et les villages alentour.

### Les constructions du quartier sacré
Le quartier officiel d'Ur occupait une place centrale dans la ville. Il gravitait autour du sanctuaire du dieu Nanna/Su'en, Sîn en akkadien, la « Maison de la grande lumière » (é-kiš-nu-gal), et celui de sa parèdre Ningal. Comme il a été dit plus haut, ce groupe de monuments était déjà important durant les siècles précédents, et les constructions postérieures s'inscrivirent dans leur continuité. Ur-Namma et ses successeurs procédèrent à de grands réaménagements qui modifièrent sa physionomie, établissant une organisation générale qui perdue par la suite, malgré les remaniements. Les rois de la période d'Isin-Larsa entreprennent diverses restaurations et ajouts, et les différents chantiers postérieurs ont également procédé à diverses modifications, jusqu'à la fin de l'occupation du site, ce qui complique la reconstitution de l'état ancien de ce complexe. 
L'importance du sanctuaire aux époques d'Ur III et d'Isin-Larsa ne se perçoit pas seulement dans le domaine architectural, mais aussi dans de nombreux textes qui le documentent, avant tout pour la seconde période. On sait que plusieurs princesses devinrent grandes prêtresses du dieu Nanna, en continuité avec ce que faisaient les souverains antérieurs. Le temple de Nanna, en plus d'être un grand centre religieux, jouait aussi un grand rôle dans les domaines culturel et intellectuel. Ses prêtres lettrés furent sans doute les rédacteurs de divers hymnes et autres textes religieux en rapport avec le dieu-Lune, textes qui comprennent quelques belles pièces de la littérature sumérienne. Les temples de Nanna et de Ningal possédaient par ailleurs de vastes domaines agricoles et des ateliers. Ils entreprenaient des opérations commerciales et employaient de nombreux employés ainsi que d'autres personnes qui travaillaient pour eux occasionnellement. Comme tous les grands sanctuaires mésopotamiens, ils représentaient donc une institution économique de premier plan, un acteur majeur de la société. Ils étaient de ce fait étroitement contrôlés par un pouvoir royal soucieux de disposer de leurs ressources tout en étant leur principal bienfaiteur.

#### Le sanctuaire du dieu-Lune
| |  |  |
| La ziggourat d'Ur : état actuel des ruines, après restauration (gauche) et tentative de restitution en images de synthèse (droite). |  |  |

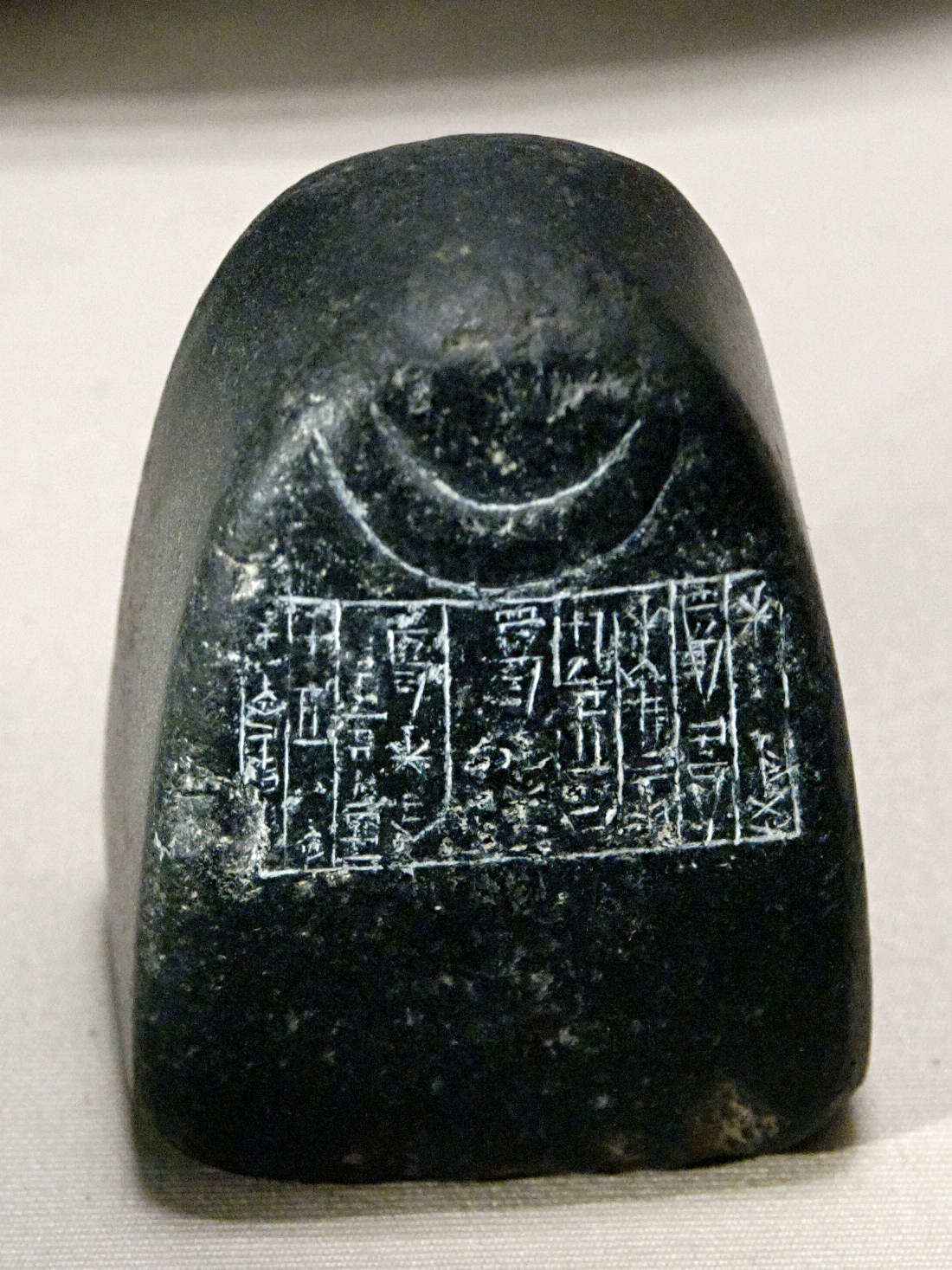
Poids en diorite dédié par le roi Shulgi à Nanna, portant le symbole du croissant de lune.

Le groupe monumental principal est celui du dieu-Lune Nanna/Sîn, qui occupait le nord du temenos, dans une enceinte organisée autour de deux cours bâties sur une terrasse artificielle. La plus vaste était la cour occidentale, la « cour de la ziggurat » suivant la dénomination des fouilleurs, qui mesurait 140 mètres sur 135. C'est là que se trouvaient les installations principales du temple du dieu-Lune. La plus spectaculaire était bien sûr la ziggurat, qui se nommait « Maison au fondement redoutable » (é-temen-ni-guru), et plus tard « Maison du roi qui laisse le conseil florir » (é-lugal-galga-sisa) dans les inscriptions de Nabonide. Elle est construite par Ur-Namma en même temps que les grandes ziggurats d'autres villes saintes sumériennes (Eridu, Uruk, Nippur), couramment considérées comme les premiers édifices de ce type. Comme ces dernières, celle d'Ur succèderait à un ancien temple bâti sur terrasse, qui est alors soit agrandi et surélevé, ou bien arasé. La ziggurat d'Ur est la mieux conservée de la Mésopotamie méridionale. Sa base est un rectangle de 62,50 × 43 mètres. Elle est construite en briques crues à l'intérieur, le revêtement extérieur étant fait en briques cuites plus résistantes. Des petits tunnels ou drains-gouttières (surnommés weeper holes, « trous pleureurs », par Woolley) avaient été laissés dans le massif de briques, sans doute pour l'assécher ou compenser les variations du volume des briques suivant la chaleur et l'humidité, ou bien pour évacuer les eaux. Le premier étage s'élève à 11 mètres et a été conservé, avec la base du deuxième, qui mesure 36 mètres de long pour 26 de large, et devait s'élever à 6 mètres environ. L'accès au premier étage se faisait par un escalier perpendiculaire à l'édifice, et par deux autres accolés à la façade, supportés par une petite avant-terrasse intermédiaire se trouvant uniquement sur la façade avant de l'édifice, et se rejoignant sur le premier étage dans une petite construction carrée, surnommée « tour-porte » (gate-tower) par Woolley. Ce dernier restitue ensuite sur le second étage un troisième, aujourd'hui disparu, qui portait un temple édifié au sommet de la ziggurat, ou plutôt une sorte de chapelle. En revanche, H. Schmid, qui a conduit une relecture critique de la reconstitution de Woolley, estime que le temple était érigé directement sur la seconde terrasse, et que de ce fait il était plus vaste que ce que propose l'archéologue britannique,. Concernant la charge de travail impliquée par la construction d'un tel édifice, M. Sauvage a estimé que le premier étage seul était constitué d'environ 7 millions de briques, représentant 95 000 journées de travail pour la mise en place des briques, et 50 000 journées pour les autres tâches (notamment l'extraction de l'argile, le moulage et le transport des briques), soit respectivement 95 et 50 jours si 1 000 ouvriers étaient mobilisés, même s'il est probable qu'ils ne pouvaient être disponibles toute l'année.

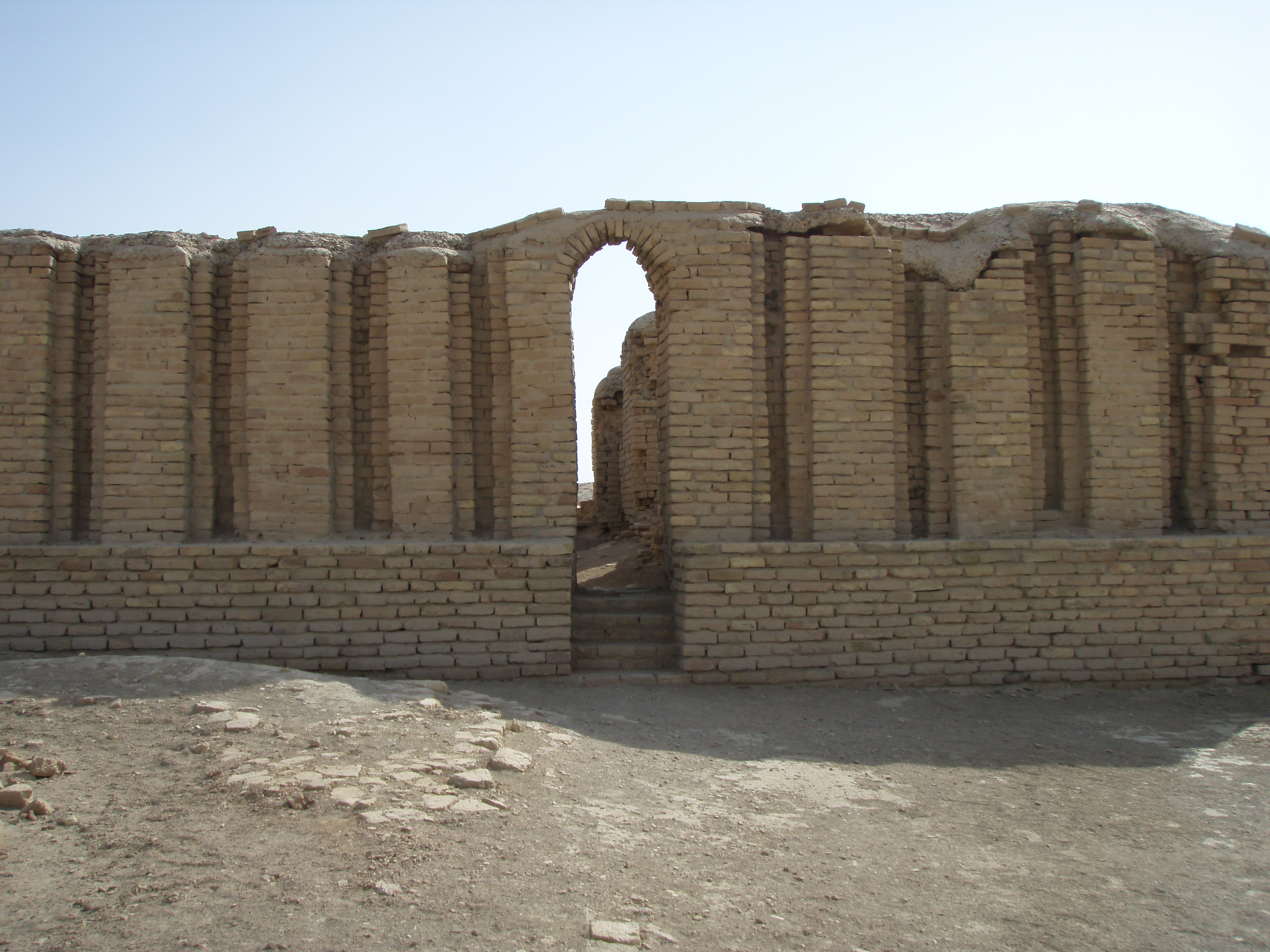
Ruines du Dublamah.

Même si la ziggurat est l'élément le plus marquant du sanctuaire, elle n'apparaît pas dans les textes de culte, peut-être parce que son rôle était effacé. Il a été proposé que le temple principal du dieu ne soit pas celui situé au sommet de l'édifice à degrés, mais dans les bâtiments qui se trouvaient à ses pieds dans la cour. Plusieurs pièces intégrées dans l'enceinte sur son côté nord-ouest comprenaient des magasins et des lieux de préparation des offrandes. Une cuisine était équipée d'installations de cuisson (le « grand four », gir4-mah, mentionné dans une inscription retrouvée sur le site) et une brasserie servait à la préparation des boissons alcoolisées. La cella qui abritait la statue de la divinité devait se trouver dans l'une des pièces de la cour, ou sinon au sommet de la ziggurat. Il devait également exister des chapelles consacrées à des divinités secondaires, qui apparaissent dans les textes cultuels. La cour occidentale de la ziggurat était accessible via la cour orientale, mais aussi à l'époque d'Ur III par son côté sud-est où se trouvait une porte monumentale, l'E-dublamah (é-dub-la-mah). Cette construction a été fermée et remaniée sous les rois amorrites. Elle avait des fonctions annexes qui lui sont restées après qu'elle eut perdu son rôle de porte : elle comprenait un lieu de culte et servait de tribunal et de dépôt d'archives. À l'époque de la domination de Larsa, un édifice fut érigé au nord-ouest de la cour, nommé par Woolley le « Bastion de Warad-Sîn », du nom du roi qui le construisit. Sa façade était décorée de demi-colonnes et de piliers. Contrairement à l'opinion du fouilleur, il ne s'agirait pas d'une construction défensive, mais d'une nouvelle porte pour le complexe.

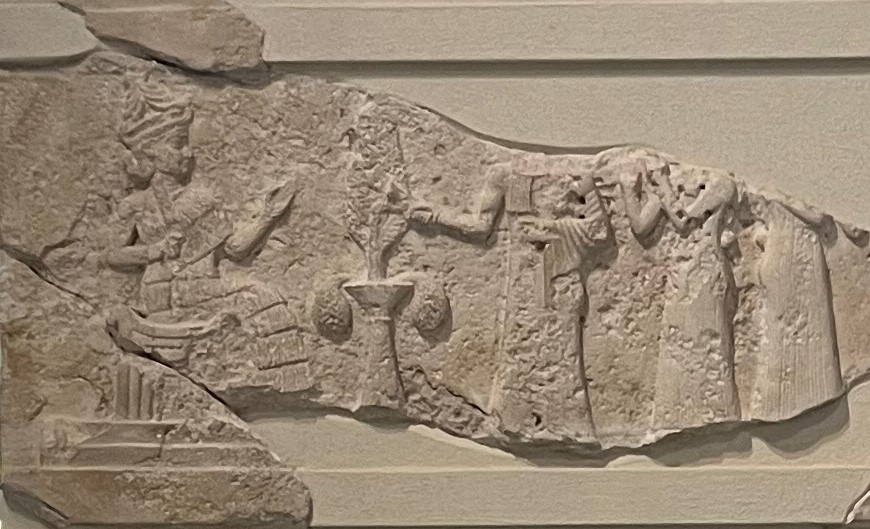
La déesse Ningal sur son trône (à gauche), recevant les hommages du roi Ur-Namma (v. 2112-2094 av. J.-C.). Stèle d'Ur-Namma (détail), Penn Museum.

L'autre grande cour pavée, située à l'est, a été appelée « cour de Nanna » par les fouilleurs. Elle mesure environ 64 × 42 mètres, et est entourée comme sa voisine par un mur double comprenant plusieurs chambres allongées. Elle a été étendue à l'époque d'Isin-Larsa au détriment de la terrasse de la ziggurat. Sa fonction est mal comprise ; Woolley y voyait un espace de stockage, mais elle a pu avoir une fonction cultuelle. Un dernier édifice, le Ganunmah (ga-nun-mah), se trouvait au sud-est de la cour orientale. De forme carrée, il avait une base de 57 mètres de côté et servait sans doute de grand entrepôt. Dans la zone sacrée, on trouva les fragments d'une remarquable stèle sculptée sur ses deux faces, qui commémorait une reconstruction du temple, probablement sous le règne d'Ur-Namma, bien que des doutes subsistent sur l'identité du roi qui y est représenté. On y voit le souverain effectuer des libations au dieu et à sa parèdre Ningal, et participer aux travaux de reconstruction. La face verso représente une fête célébrant l'inauguration du nouveau temple, et les offrandes faites aux dieux à cette occasion.

#### Le Giparu

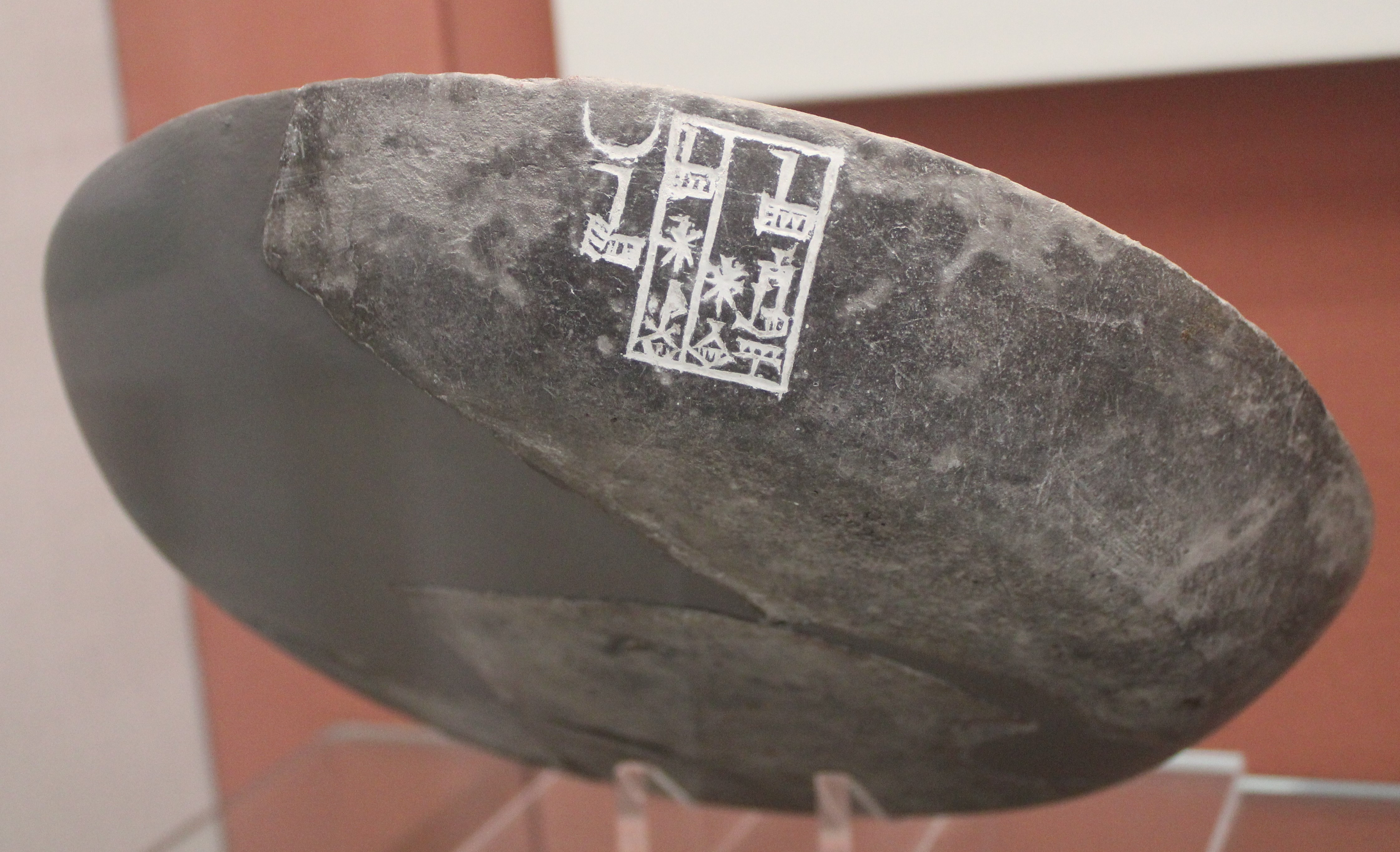
Plat en pierre avec inscription au nom d'Enmahgalanna, sœur d'Amar-Sîn et grande prêtresse du dieu Nanna, nommée à cette fonction par son frère en 2043. L'objet porte également un croissant de lune. British Museum.

Au sud de la cour de la ziggurat, contigu à l'enclos sacré, était édifié l'E-gipar (é-gi-par/Giparu(m)), qui mesure environ 79 × 76,5 mètres. Construit probablement sous les premières dynasties et remanié à l'époque d'Ur III (par Ur-Namma et surtout Amar-Sîn), il est essentiellement connu pour ses niveaux d'Isin-Larsa quand il est restauré par la grande-prêtresse Enannatumma, fille d'Ishme-Dagan d'Isin. Le plan du bâtiment d'Ur III est cependant préservé en dehors de quelques modifications mineures. Ce bâtiment était divisé en deux parties séparées par un couloir. Au sud-est, l'E-nun (é-nun) était un temple dédié à la déesse Ningal, parèdre de Nanna. Une porte monumentale ouvrait cet édifice à côté de l'angle est ; deux antichambres ouvraient sur une petite cour, d'où on accédait à la partie principale organisée de façon axiale : une grande cour où étaient disposées les installations cultuelles ouvrait vers une ante-cella et une cella de forme barlongue comprenant une grande niche, destinée à abriter la statue de culte de la déesse. Cette partie de l'édifice comprenait des cuisines, sans doute dédiées à la préparation des mets pour le culte de la déesse. On y a trouvé des foyers de cuisson et des fourneaux. Un couloir séparait ce temple de la partie nord qui occupait en gros les deux-tiers de l'édifice et servait de résidence de la grande prêtresse (en/entum) du dieu Nanna. C'est le Giparu proprement dit. On y trouve plusieurs cours, organisant l'édifice entre une partie publique et une partie privée, comme dans les maisons particulières. Les anciennes prêtresses étaient enterrées sous le bâtiment, dans des tombes voûtées. Plusieurs objets en rapport avec le culte du dieu Nanna y ont été mis au jour, comme cela a déjà été vu pour les périodes antérieures. Certaines parties de l'édifice ont été identifiées comme des chapelles.

#### L'Ehursag et le «Mausolée de Shulgi»

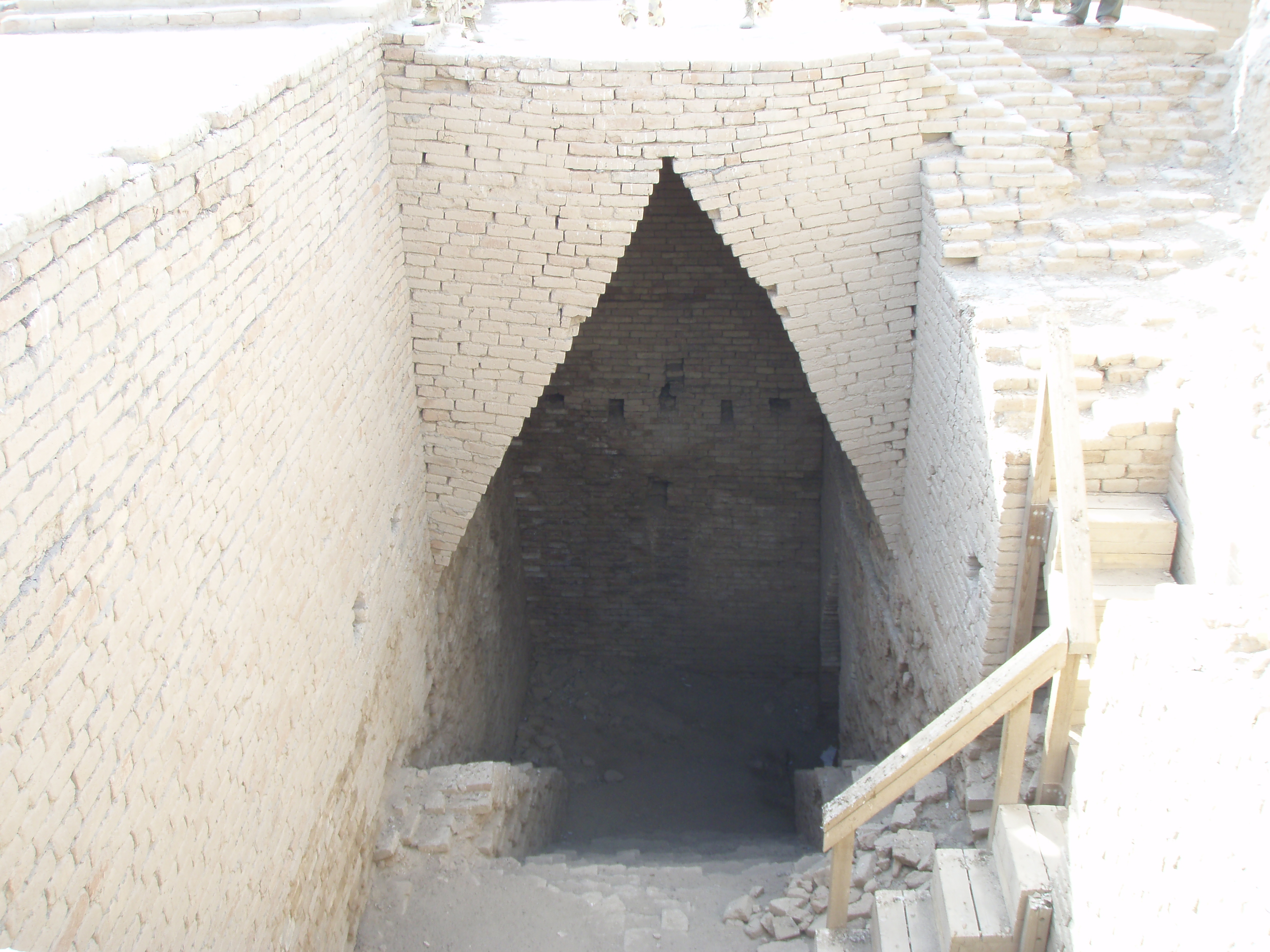
Entrée des chambres souterraines du « mausolée ».

Au sud-est du temple de Nanna, deux autres édifices de la période d'Ur III ont été mis au jour. Ceux-ci sont identifiés comme des édifices liés au pouvoir royal et non à la divinité principale de la ville, même si leur fonction exacte est débattue. Le premier, la « Maison-montagne » (é-hur-sag), bâtiment carré d'une base de 55 mètres de côté, peut-être inclus dans le temenos du sanctuaire à cette période, est couramment identifié comme un palais royal, après avoir, dans un premier temps, été interprété comme un temple du fait de sa ressemblance avec le Giparu et d'inscriptions lui attribuant une fonction dans le culte des rois de la dynastie (vivants ou morts, car certains se faisaient diviniser durant leur vie). Toute sa partie nord-ouest a été détruite, et n'a pu être reconstituée que de façon hypothétique. Woolley y voyait les pièces d'audience, tandis que les parties sud et est auraient été les quartiers privés du roi et de son harem. Mais cela repose sur peu d'arguments solides, seul le plan de la partie sud étant bien connu et ne permettant pas des interprétations très assurées quant à l'identification des espaces. On peut néanmoins y percevoir un ancêtre des palais royaux de la période suivante organisés autour d'une cour centrale ouvrant sur des espaces de réception, notamment la salle du trône. Sa fonction religieuse reste à établir.
En continuant vers le sud-est se trouve une construction identifiée par Woolley comme un mausolée construit par Shulgi et son fils Amar-Sîn. Il comporte plusieurs caveaux voûtés en sous-sol, et est divisé en trois grandes unités contigües. La première et la plus vaste, située au centre et organisée autour d'une cour centrale, est datée par les inscriptions du règne de Shulgi qui l'aurait fait construire pour son tombeau et son culte funéraire, à moins que ce ne soit pour son père. Son successeur rajoute deux unités de plan voisin mais plus petites, une au nord-ouest et une autre au sud-est, avec des caveaux voûtés. De façon significative, ce monument est situé à proximité des tombes royales du Dynastique archaïque et d'autres tombes riches juste antérieures à la période d'Ur III qui rappellent par leur aspect celles du Mausolée. Ce dernier peut alors être vu comme leur continuateur en plus monumental. Selon Moorey, il servirait bien au culte des rois (en lien avec l'Ehursag) sans être leur lieu d'inhumation, les morts étant plutôt issus de l'élite de la ville jouant un rôle important dans le culte de Nanna. Les tombes royales seraient à chercher ailleurs, peut-être autour d'Uruk, le berceau de la dynastie.

### Les habitants d'Ur
Les découvertes archéologiques et épigraphiques d'Ur, essentiellement concentrées sur la période d'Isin-Larsa, offrent un éclairage sur la vie de ses habitants. Elles proviennent en grande partie des premiers sondages de Taylor et des fouilles de Woolley, sans compter les fouilles irrégulières qui ont eu lieu dans l'intervalle . Les quartiers résidentiels mis au jour sont très utiles pour la connaissance de l'habitat en Mésopotamie antique, souvent délaissé sur d'autres sites. Les sources écrites comparées aux découvertes archéologiques permettent de reconstituer la vie religieuse et économique de la ville, ces informations concernant avant tout les classes aisées de la société.

#### Les résidences paléo-babyloniennes

Le « no 1 Old Street », quartier AH, résidence du marchand Ea-nasir. Fonctions possibles des salles : 1. vestibules ; 2. espace central ; 3. couloir menant à un escalier permettant d'accéder à l'étage ; 4. pièce d'eau ; 5. salle de réception ; 6. chapelle.

Dans les niveaux datant des XIXe – XVIIIe siècles (période d'Isin-Larsa), les archéologues ont dégagé plusieurs quartiers d'habitations . Ceux-ci sont désignés par leurs coordonnées sur les plans du site. Un premier groupe a été mis au jour au sud du sanctuaire de Nanna : au-dessus du Mausolée de Shulgi, dans la zone EH et surtout la zone EM où quinze résidences ont été dégagées sur près de 3 000 m2. Les tablettes qui ont été exhumées dans ces maisons indiquent qu'il s'agissait d'un quartier habité par le personnel du temple, ce qui expliquerait sa proximité avec ce dernier. Le plus vaste ensemble de résidences fouillés est le secteur AH situé plus au sud. Sur environ 8 000 m2, une cinquantaine de bâtiments y ont été mis au jour, où résidaient quelques membres du clergé mais aussi des marchands et hommes d'affaires. Les rues principales qui desservaient ces quartiers (quatre dans EM, une dizaine dans AH) ont été nommées par Woolley d'après les noms de rues d'Oxford (Quiet Street, Old Street, Paternoster Row, Broad Street ...).
Les quartiers résidentiels forment un tissu très dense, desservi par quelques rues principales en terre battue et étroites (maximum 4 mètres), et se terminent dans des impasses donnant accès aux habitations. Les quartiers fouillés ne comprennent pas que des résidences, puisque Woolley y a identifié des chapelles et des espaces artisanaux. Les habitations sont généralement de petite taille (autour de 60 à 80 m2) et construites en briques crues. Certaines ont des fondations en briques cuites, plus résistantes, et les murs sont enduits d'argile. La charpente était faite de bois. Les habitations sont de formes et de tailles diverses et ont pu connaître des transformations, notamment des divisions au gré des héritages (chaque fils ayant droit à sa part de la maison avec une plus grande pour l'aîné) ou d'achats. Les maisons les plus spacieuses ont pu servir d'habitat à des groupes familiaux élargis associant plusieurs générations, tandis que les plus petites ont plutôt hébergé des familles nucléaires, qui sont les plus courantes en Mésopotamie antique. 
L'espace intérieur du modèle « idéal » de ces résidences, tel qu'il a été reconstitué à la suite des propositions de Woolley, est organisé autour d'un espace central couvert ou non, dallé dans les résidences les plus cossues et ouvrant sur une pièce de réception. Dans la pratique, ce modèle admet des variantes. L'identification des pièces n'est pas aisée, d'autant plus que beaucoup ont pu avoir plusieurs fonctions en raison de la mobilité du mobilier, notamment les foyers qui sont peu attestés, la cuisson ayant pu s'effectuer plutôt dans les cours ouvertes. Woolley a cru repérer dans plusieurs résidences des chapelles domestiques. Il a également proposé que ces constructions aient eu un étage pour l'espace privé, mais cela a été contesté. Sous le sol de plusieurs de ces demeures ont été dégagés des tombeaux ayant pu servir pour les défunts, mais ils pourraient aussi être antérieurs à la construction des maisons. Il s'agit de simples fosses ou de tombes en briques. Le défunt était placé dans un cercueil en argile, ou dans une simple jarre si c'était un enfant. Le mobilier funéraire est divers et témoigne des inégalités sociales : des céramiques dans toutes les tombes, accompagnées de bijoux variés (bracelets, boucles d'oreille, bagues, etc.) pour les plus riches. Ces résidences ont également livré des plaques sculptées et autres objets en terre cuite, caractéristiques de l'art populaire de la période.

Objets en terre cuite provenant des résidences et tombes d'époque paléo-babylonienne (v. 2000-1600), British Museum.
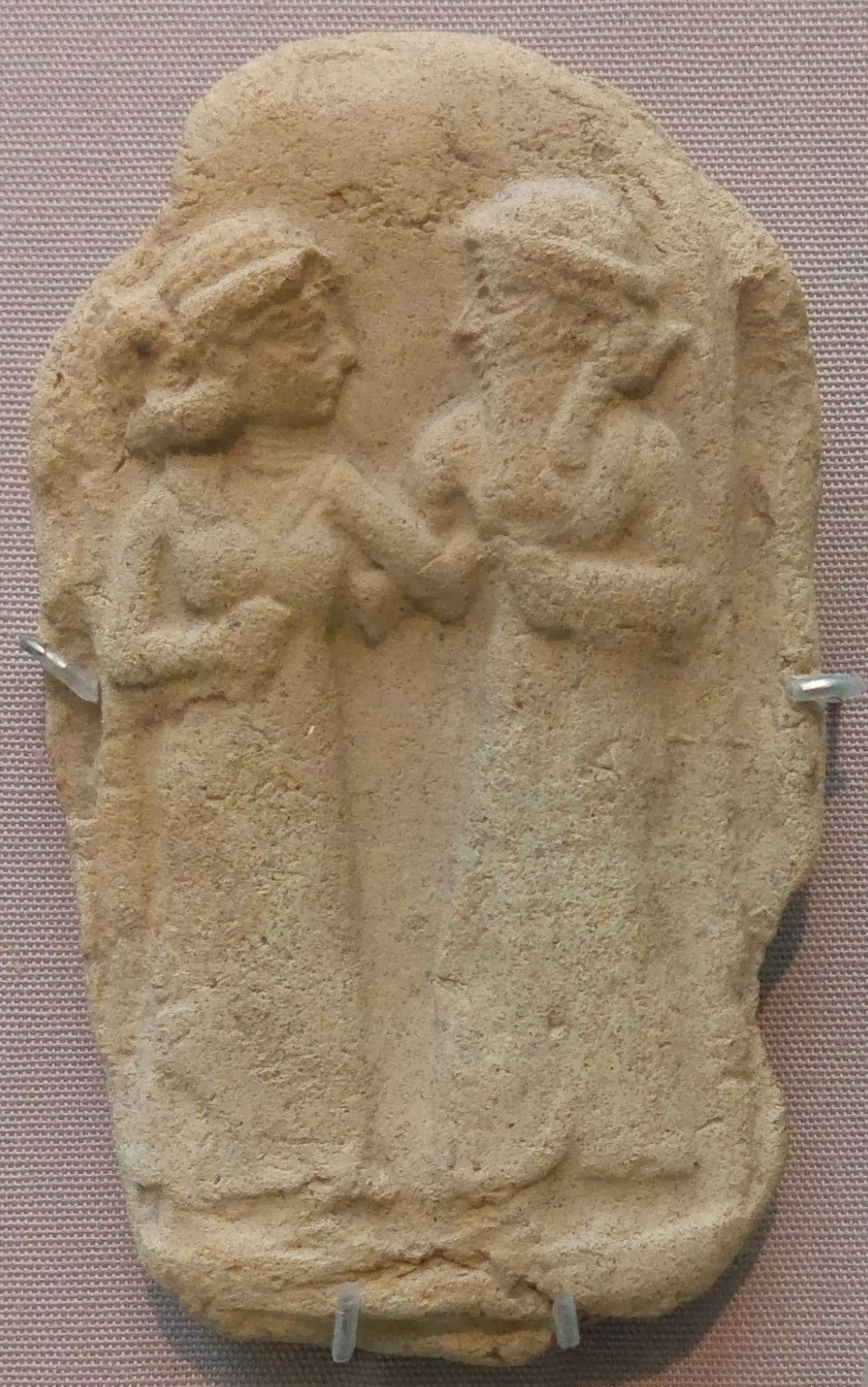
Plaque représentant un couple affectueux.
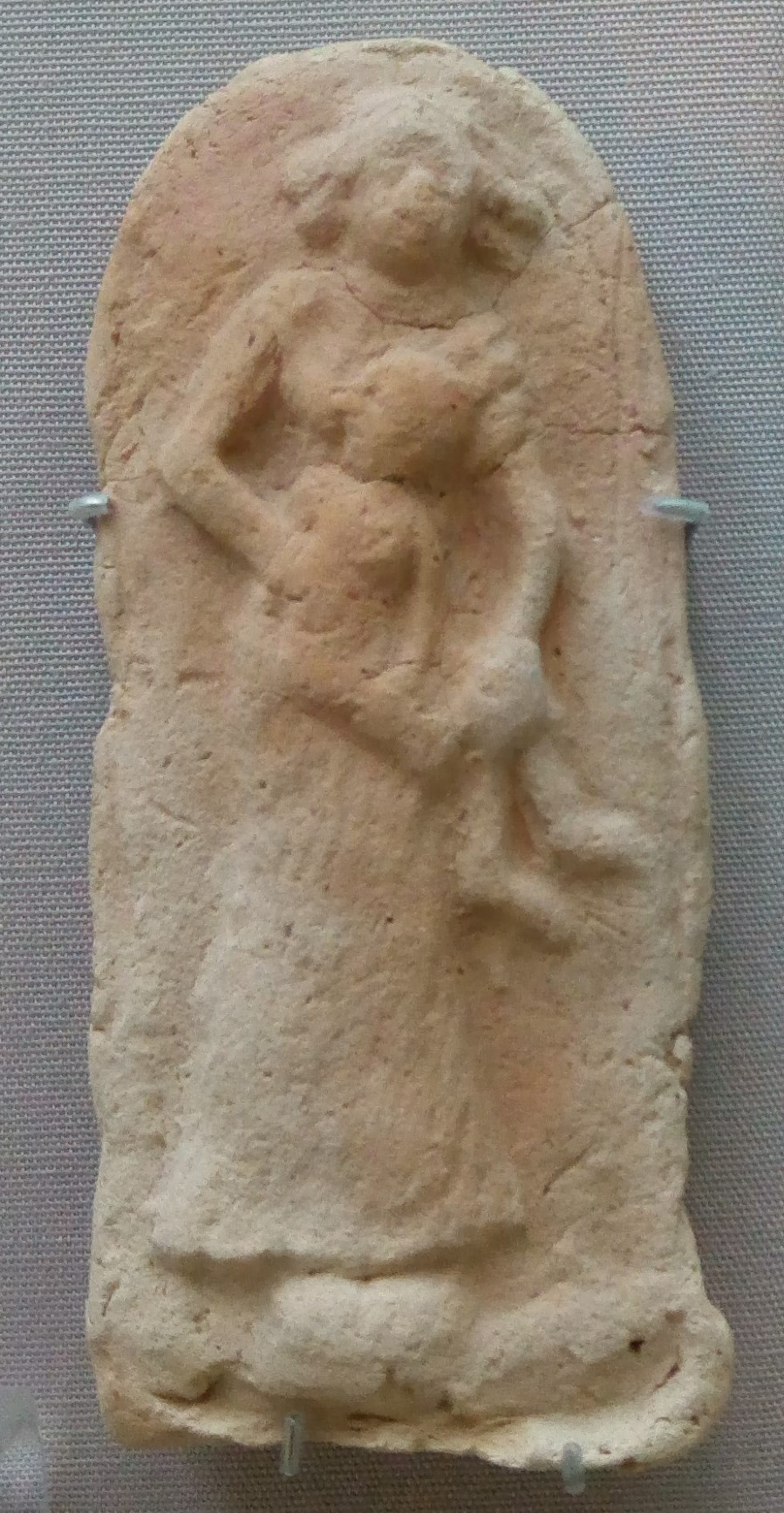
Plaque représentant une femme avec son enfant.
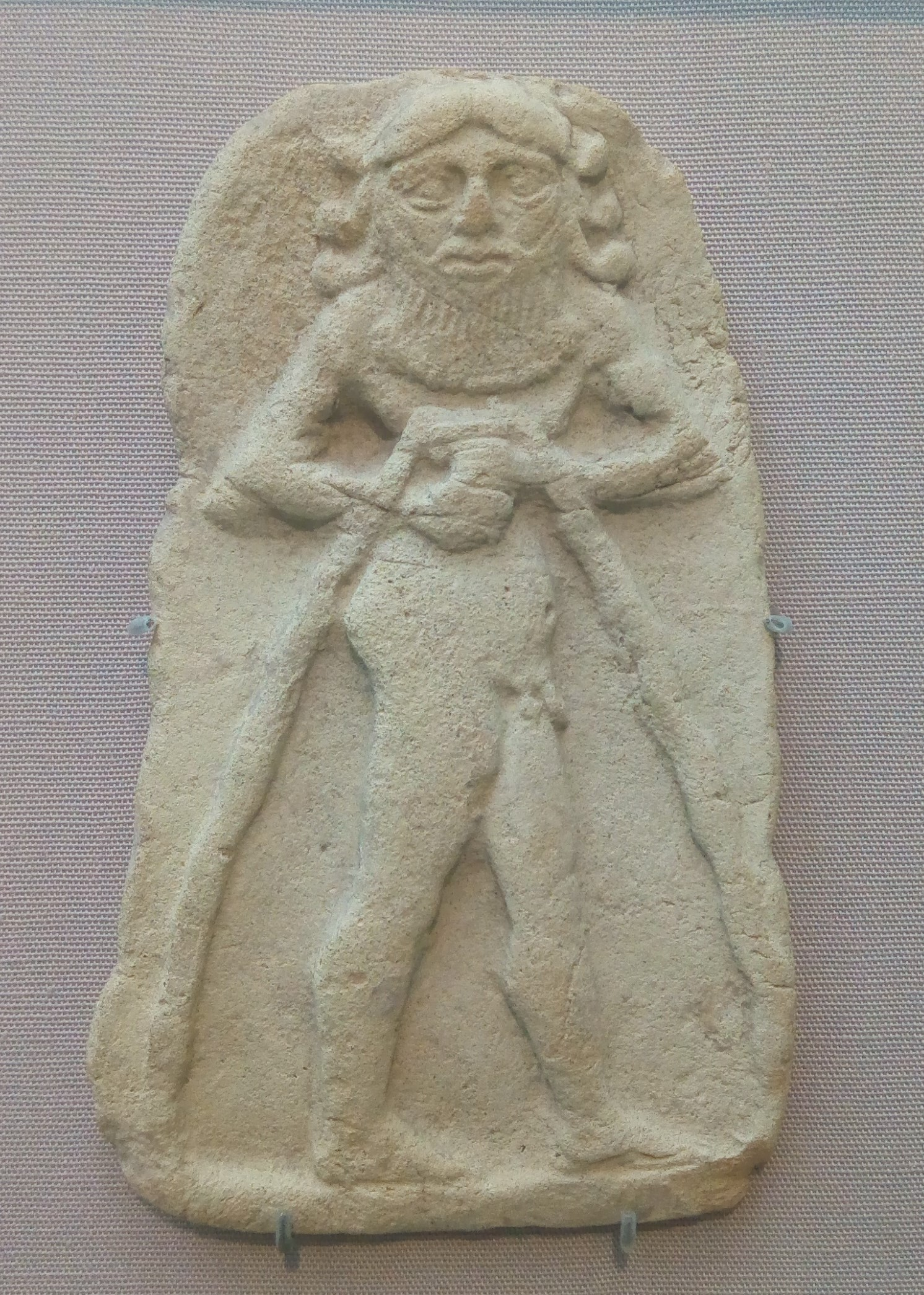
Plaque représentant un génie tenant un vase aux eaux jaillissantes.
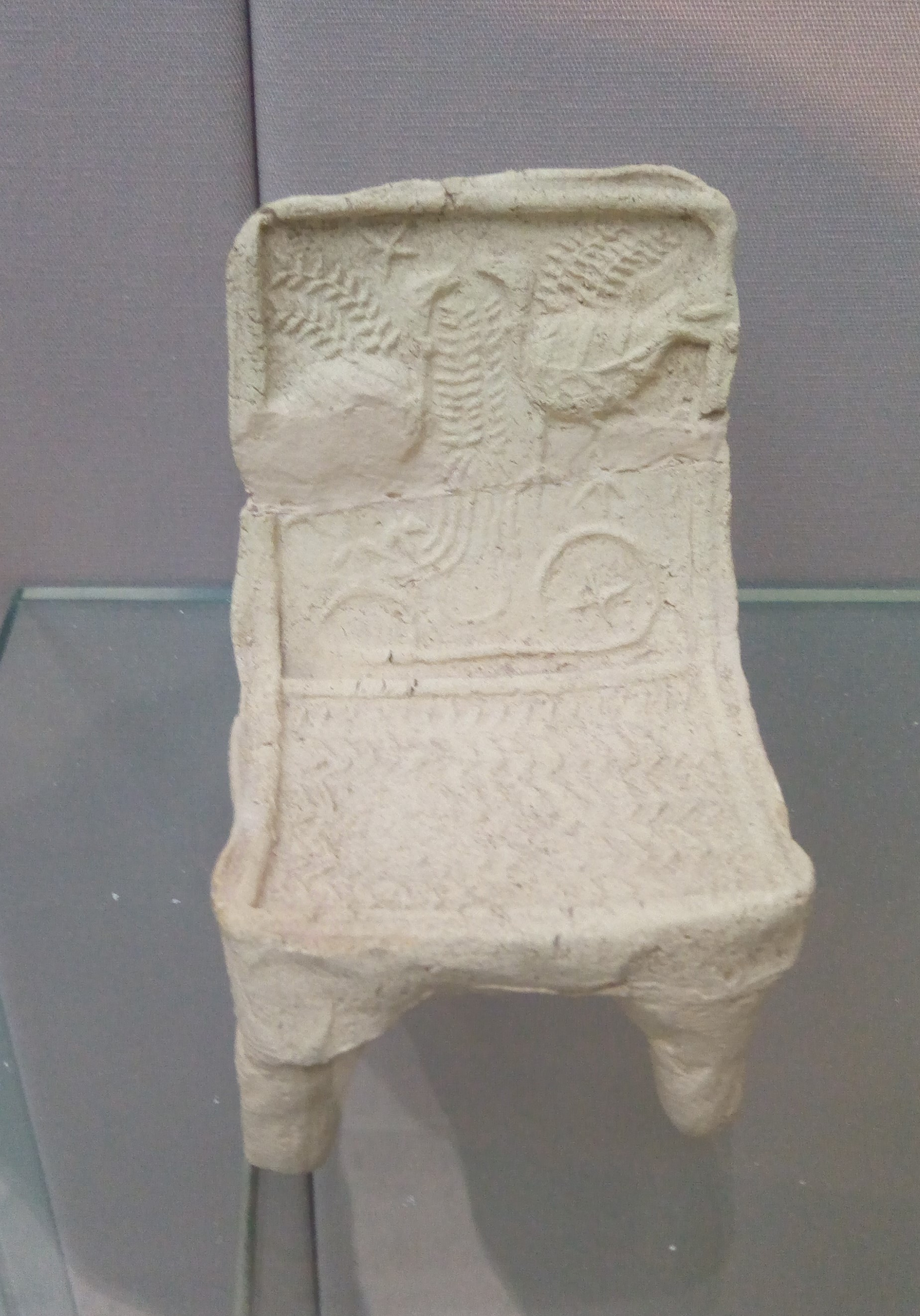
Modèle de chaise décorée.
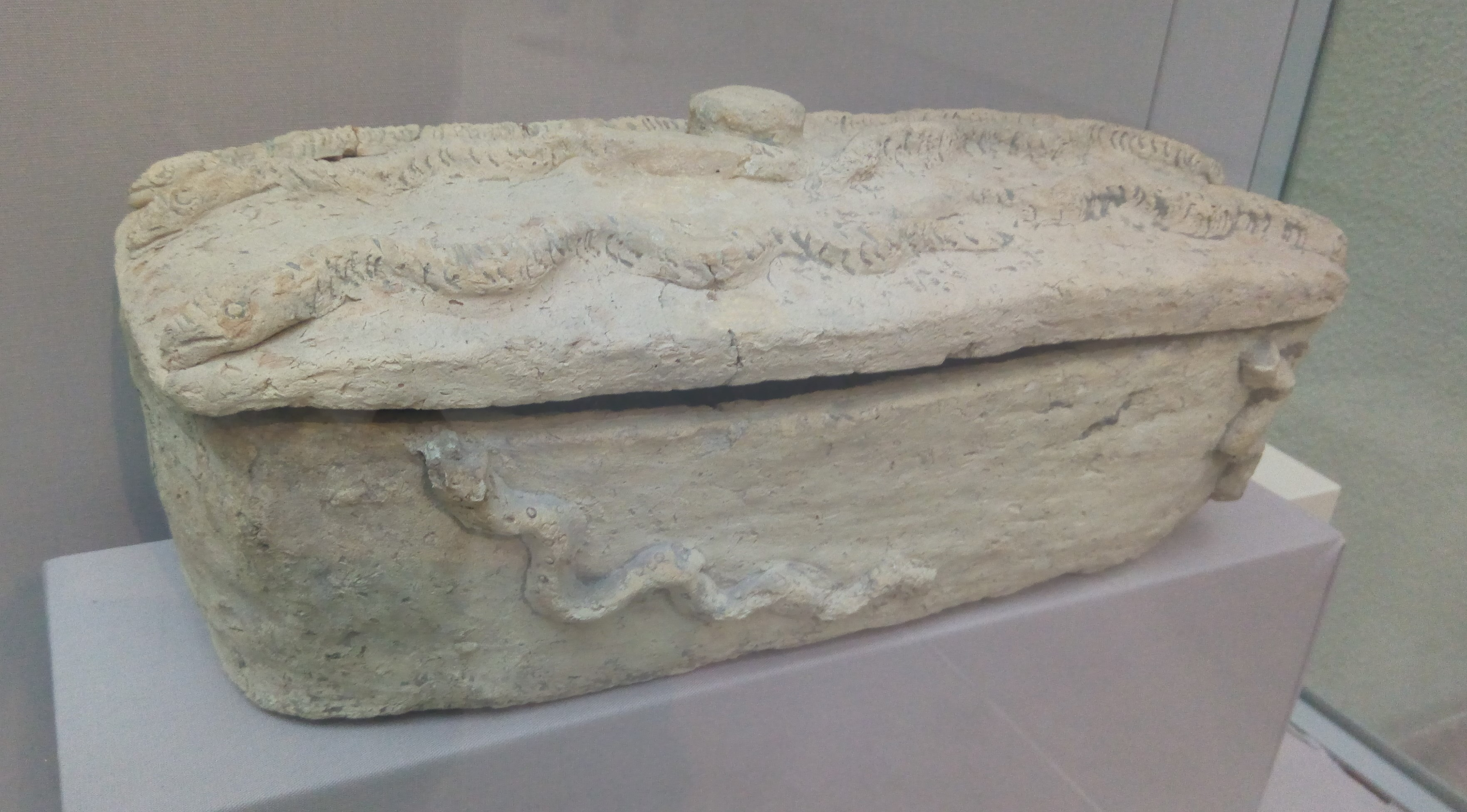
Coffret décoré de serpents.

Durant les campagnes de fouilles de 2017 et 2019, une résidence cossue a été mise au jour dans la partie sud de la cité, qui correspond à une zone nouvelle d'habitat du XIXe siècle av. J.-C. De forme quasi-rectangulaire, elle mesure 236 m², ce qui en fait une des plus grandes résidences mises au jour à Ur, et comprend 16 pièces organisées autour d'une cour centrale et ouvre sur un espace ouvert au sud, peut-être un jardin, sous lequel se trouve un caveau à deux chambres funéraires. Le matériel archéologique est suffisant pour identifier les fonctions des pièces : une salle de réception avec un foyer central, une grande pièce avec une niche servant pour les cultes domestiques, une salle d'eau pavée avec un puits de drainage profond de plus 8 mètres, une cuisine avec deux grands fours couverts, jouxtée par une pièce servant de garde-manger, en sachant qu'une installation pour griller des poissons a été mise au jour dans la cour centrale. Deux petites pièces au sud servaient ont livré des tablettes donnant les noms du couple vivant dans la maison dans les années 1840-1830, Sîn-nada, prêtre de la déesse Ningal, et son épouse Nuttuptum, qui semble savoir écrire et exerce une activité économique dans l'engraissage de moutons. Certaines tablettes sont de type scolaire, indiquant que les enfants du couple recevaient un apprentissage sur place.

#### Le clergé, le culte et l'enseignement

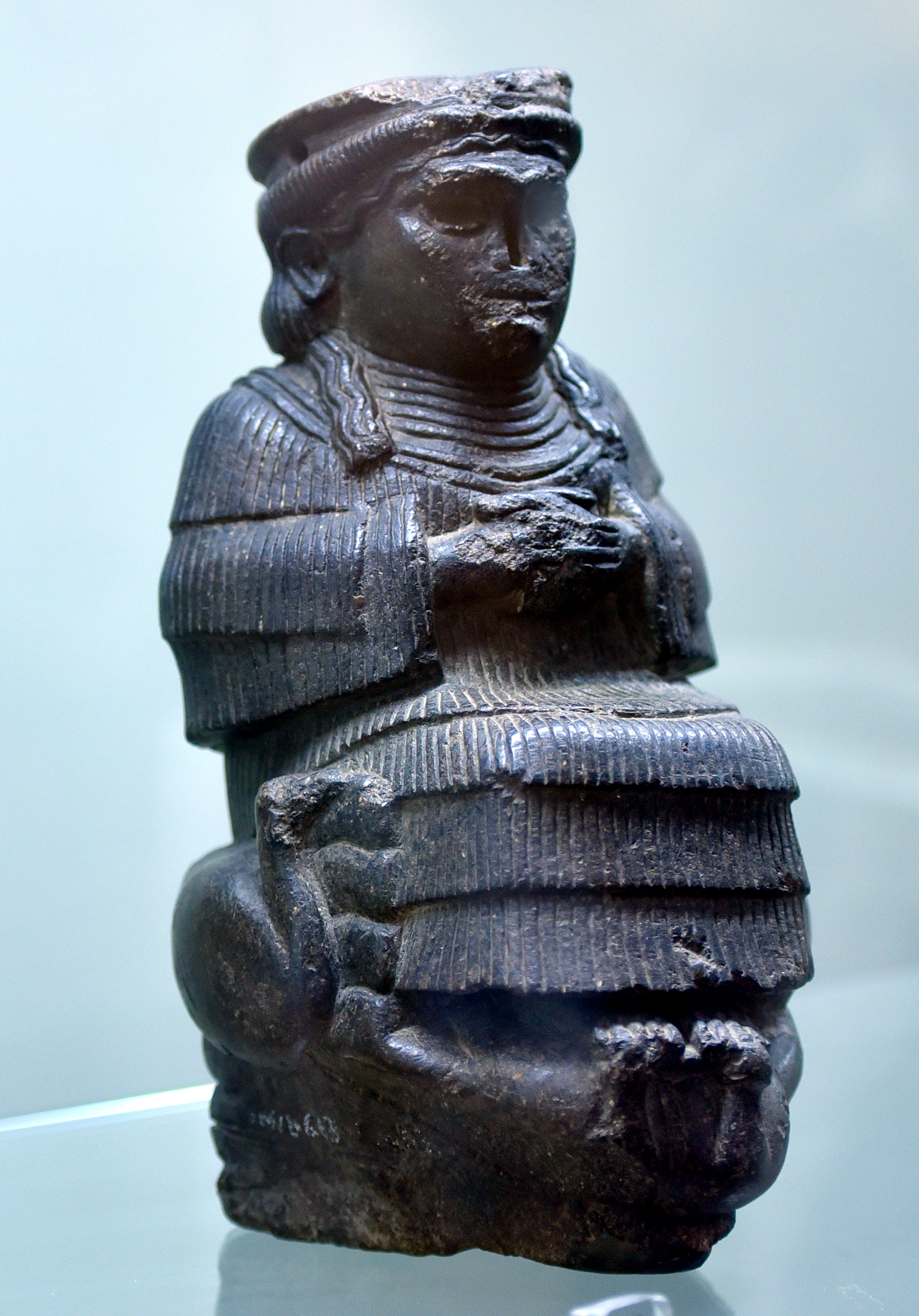
Statuette en diorite d'une déesse assise (Bau ?), mise au jour dans les niveaux paléo-babyloniens du Giparu. Musée national d'Irak.

Dans les quartiers notés EM et EH, les résidences des personnes liées au sanctuaire de Nanna/Sîn et de sa parèdre ont livré des tablettes de la période paléo-babylonienne qui permettent de mieux connaître les personnes chargées de l'organisation du culte à cette période, même si les aspects cultuels sont moins bien connus. Bien que retrouvées dans un contexte privé (les résidences sont les propriétés personnelles de ces membres du clergé et non celles des sanctuaires où ils officient), elles montrent souvent des activités en lien avec l'institution. L'activité religieuse était particulièrement intense à Ur, puisque le sanctuaire du Dieu-Lune et de la déesse Ningal était l'un des plus importants de la Basse Mésopotamie. Il disposait de divinités secondaires, mais la ville comprenait également d'autres temples, certains ayant été rapatriés sur place depuis d'autres lieux de culte abandonnés. Le cas le plus notable est celui du culte d'Enki à Eridu, une divinité majeure de la Mésopotamie.
Le personnel impliqué dans le culte des dieux vénérés à Ur dispose de charges qui se divisent en deux grandes catégories : certaines sont permanentes et d'autres sont divisibles. Parmi le premier groupe se trouvent les charges d'administration du temple, placées sous la direction du sanga, où se trouvent notamment l'intendant (agrig/šatammum) ou le chargé de trésorerie (šandabakkum). Un détenteur de cette charge, Ur-Nanna, est bien connu par les archives abondantes retrouvées dans sa résidence du no7 à Quiet Street. D'autres charges permanentes sont en lien avec l'exercice de rituels cultuels, par exemple celle de purificateur (abriqqum), illustrée par le cas de Ku-Ningal qui occupe le no7 du Quiet Street (quartier EM) après Ur-Nanna. Les charges divisibles, qualifiées de « prébendes », sont exercées par leur détenteur une partie de l'année, d'autres prébendiers l'assurant à leur « tour » (bala) le reste de l'année. On trouve dans cette catégorie des charges importantes dans le culte quotidien du dieu, comme le gudu4/pašīšu, « purificateur » qui s'occupe d'un objet cultuel, notamment les statues divines, ou bien des brasseurs réalisant les boissons fermentées offertes aux divinités. Les prébendes sont aliénables et transmissibles par héritage, tandis que les charges permanentes sont généralement transmises de père en fils. Le clergé est rémunéré par la redistribution d'une partie des offrandes, ou bien par les revenus des champs appartenant au temple et qui leur ont été attribués.
Le gros de l'activité du personnel cultuel consiste dans les offrandes du culte divin, distribuées lors des repas quotidiens des grands dieux ou bien lors de fêtes régulières comme les fêtes eššēššum ayant lieu lors des différentes phases lunaires. Il s'agit avant tout de céréales transformées en pain ou en bière, de produits laitiers, de fruits, etc.. Parmi les plus importantes fêtes d'Ur sont connues la « Grande fête » (ezen-mah) de Nanna, et l'akītum (á-ki-ti), qui se tient deux fois par an lors des équinoxes et voit la statue du dieu Nanna se déplacer dans les environs de la ville vers un temple spécifique où sont accomplis des rituels. Elle est attestée à Ur depuis les temps archaïques et est sans doute originaire de cette cité, à partir de laquelle elle se répand dans les principaux lieux de culte mésopotamiens,.
Les résidences paléo-babyloniennes de prêtres ont livré de nombreuses tablettes scolaires ayant servi dans le cursus de formation des scribes et lettrés. Avec des textes similaires retrouvés à Nippur, elles ont permis de reconstituer les étapes de l'apprentissage des scribes. Celui-ci se faisait en plusieurs phases : d'abord l'apprentissage de base de l'écriture et la rédaction de tablettes simples. Puis les étapes suivantes consistaient en des exercices de copies de textes plus complexes, notamment des œuvres des « belles-lettres ». C'est ce dernier stade qui est surtout documenté à Ur. La formation se déroulait dans des résidences privées. Une seule école a pu être repérée avec certitude, au no 7 Quiet Street déjà évoqué, où étaient formés des apprentis-prêtres, ce groupe constituant les « lettrés » de cette période. Une autre résidence identifiée comme une école par Woolley, le no1 Broad Street (quartier AH) dont le propriétaire Igmil-Sîn est également prêtre, ne peut être vue comme telle car les tablettes scolaires qui y ont été exhumées avaient manifestement été mises au rebut.
Les tablettes mises au jour lors des fouilles de 2017 ont permis de préciser les connaissances sur le clergé paléo-babylonien d'Ur, par exemple grâce à la découverte de la maison d'un intendant du temple de Ningal.

#### Activités économiques

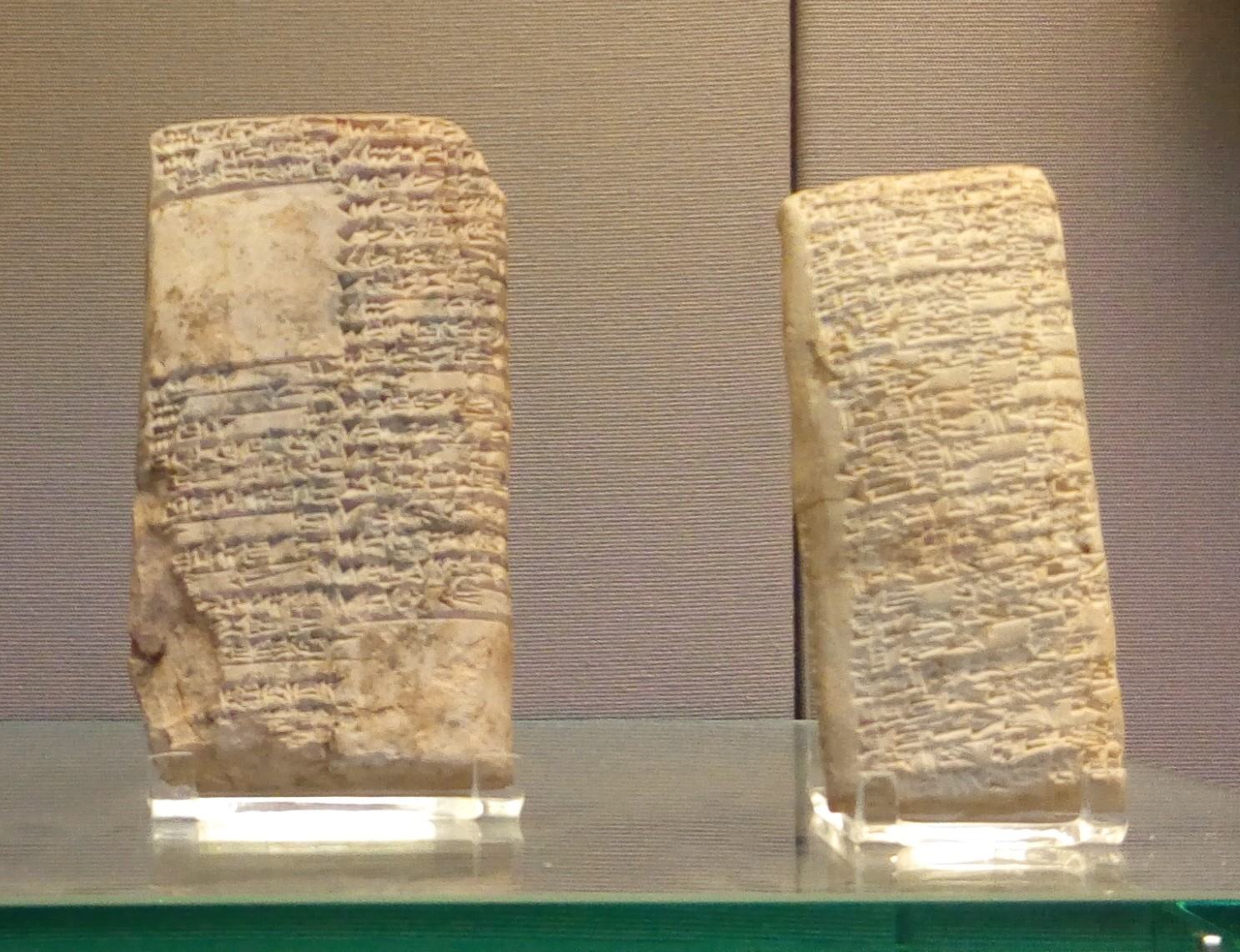
Deux tablettes provenant des archives de marchands/hommes d'affaires d'Ur à la période paléo-babylonienne : à gauche, une liste de présents voués à la déesse Ningal après un voyage couronné de succès à Dilmun (1887 av. J.-C.) ; à droite, une plainte après la livraison de cuivre de mauvaise qualité (v. 1750 av. J.-C.), archives d'Ea-nasir. British Museum.

Environ 4 000 textes administratifs et économiques de la ville sont connus pour la période d'Ur III. Ils sont encore peu étudiés, à l'exception de l'important corpus qui documente l'artisanat, ce qui fait que l'administration et l'économie d'Ur à cette époque sont encore mal connues. Le temple de Nanna et de Ningal joue un rôle économique majeur, contrôlé par le pouvoir central. Les ateliers institutionnels emploient de nombreux travailleurs, notamment des femmes et des enfants dans la production de textiles. Les artisans les plus qualifiés produisent des objets de luxe avec des matériaux précieux, exotiques et variés. Ils sont regroupés en fonction de leurs spécialités (bois, ivoire, or, argent, cuivre, cuir, etc.) mais dépendent tous d'un même bureau. Ce dernier les recrute, les rémunère, leur fournit les matières premières et les outils, et contrôle leur activité (notamment leur assiduité). Il récupère leur production qui est conservée dans les magasins officiels, en premier lieu de Ganunmah, avant d'être redistribuée.
Les tablettes des niveaux paléo-babyloniens ont permis de reconstituer une grande partie de la vie économique et sociale de la ville et de ses alentours aux XIXe – XVIIIe siècles. Le temple de Nanna et de Ningal occupe toujours une place majeure. Il dispose de nombreux champs et également de marais exploités pour leurs roseaux et poissons. Il les concède à son personnel en guise de rémunération, ou bien les loue à d'autres personnes. Un système similaire existe pour la gestion de ses troupeaux. Une fois par an, les pasteurs gérant les moutons du temple devaient les amener pour que les administrateurs de l'institution les comptent, vérifiant que le quota des naissances requis avait été respecté. C'est aussi à ce moment que la laine était récupérée. Les archives proviennent cependant essentiellement de lots privés retrouvés dans les résidences, documentant aussi bien les activités que leurs habitants exercent pour le compte du temple que pour leur propre compte, les deux étant difficilement dissociables. La période paléo-babylonienne est en effet caractérisée par le développement de la documentation économique privée, témoignant sans doute du plus grand rôle joué par les acteurs privés dans la société et l'économie de cette période, même si leur lien avec les « grands organismes » (temple ou palais) semble souvent crucial dans la constitution des fortunes familiales.
Le commerce est une activité majeure à Ur, au point qu'il peut être estimé qu'il contribue largement à la prospérité de la ville dans la première partie de l'époque paléo-babylonienne. Ea-nasir, possesseur du no1 Old Street (quartier AH), est ainsi un marchand de l'époque de la domination de Larsa. Il gère ses affaires depuis Dilmun, l'actuel Bahreïn, où il réside une grande partie de l'année. Lui et ceux qui exercent la même activité sont d'ailleurs appelés ālik Dilmun, « (celui) qui va à Dilmun ». Le commerce maritime entre Ur et cette île du Golfe est sans doute une base importante de la prospérité de la ville,,. Les commerçants mésopotamiens vont chercher le cuivre dans cette île où il est amené depuis Oman (Magan), qu'ils obtiennent contre de l'argent ou des étoffes et de l'huile. Ils peuvent recourir à des associations pour financer leurs expéditions, notamment l'association tappūtum, connue par des contrats, qui voit un bailleur de fonds fournir les capitaux (les produits à vendre à destination) à un mandataire, le profit rapporté au retour étant ensuite partagé entre les deux parties. À leur arrivée à Ur, les marchands doivent verser une dîme évaluée sur leurs importations au temple de la déesse Ningal, institution qui effectue également des prêts commerciaux. Ils offrent également des maquettes de bateaux en argent à la déesse, dans le but de recevoir sa protection lorsqu'ils sont en mer. Le pouvoir royal contrôle la « guilde » des marchands locaux par le biais d'un fonctionnaire (wakil tamkarim), qui à partir d'un moment semble prendre en charge la collecte d'une part des taxes commerciales pour le compte du palais. Le commerce maritime d'Ur décline sous la période de domination babylonienne, en même temps que l'agriculture, avec le recul de l'occupation humaine dans les contrées des rives mésopotamiennes du Golfe. 
À côté du commerce, les « hommes d'affaires » d'Ur pouvaient également effectuer des prêts et mener d'autres types d'activités, souvent en lien avec le temple ou le palais qui avaient l'habitude de passer des contrats avec ces personnages afin d'assurer leur approvisionnement en denrées et biens divers. Dumuzi-gamil, résident au no 3 Niche Lane, emprunte avec son associé Shumi-abiya un capital de 500 grammes d'argent remboursable sur cinq ans qu'ils font fructifier en le réinvestissant dans des prêts à des sommes plus réduites et à court terme ; il prend en charge l'approvisionnement du temple de Nanna en pain, servant d'intermédiaire entre ce dernier et des boulangers, puis par la suite rend les mêmes services au palais royal de Larsa ; il accomplit également des transactions de laine et de moutons.

## Le dernier millénaire
Durant le dernier millénaire (env. 1400-300), pendant lequel elle est occupée, Ur perd son statut de grande ville de Basse Mésopotamie, tandis que la population de la région diminue. Elle reste néanmoins une cité prestigieuse, notamment en tant que ville du dieu-Lune. C'est sans doute ce qui motive les attentions de plusieurs rois babyloniens qui restaurent ses principaux édifices. Elle apparaît donc régulièrement dans les sources écrites. Les fouilles archéologiques ont permis quelques découvertes notables pour ces périodes, même si elles paraissent limitées en comparaison de celles des périodes antérieures.

### Période kassite
Ur et les territoires ruraux qui l'entourent sont progressivement réoccupés au début de la période de domination de la dynastie kassite de Babylone (1595-1155), qui a vaincu la dynastie du Pays de la Mer peu après 1500. Le temple de Sîn fonctionne à nouveau à partir du règne de Kurigalzu Ier, aux alentours de 1400. C'est probablement à ce dernier (et non à Kurigalzu II comme le pensait Woolley) que l'on doit la restauration de plusieurs édifices sacrés de la cité, en ruines après leur abandon ou peut-être détruits au temps de Samsu-iluna. Un fragment de statue au nom de ce roi a été retrouvé, sur lequel une inscription le qualifie de « roi d'Ur », signe de l'importance qu'il accordait aux travaux qu'il a fait faire dans cette ville. Ces projets s'inscrivent manifestement dans une politique de consolidation de la domination kassite dans le sud du royaume après la conquête du Pays de la Mer, et après Kurigalzu les souverains kassites semblent avoir porté peu d'intérêt à la ville. 
Les travaux de cette période reprennent en général les plans des périodes antérieures tout y en apportant quelques modifications. Kurigalzu a sans doute restauré la ziggurat et sa cour, au sud-est de laquelle il fait bâtir un petit temple dédié à Ningal. Ce temple est organisé autour d'une grande cour qui ouvre sur son côté sud-ouest vers un espace central desservant deux cellae. Il fait également reconstruire le temple voisin Dublamah, qui est surélevé par rapport aux cours qui l'entourent. Woolley y a repéré les ruines de portes voûtées. L'Enunmah est également relevé, de même que le Giparu qui est reconstruit suivant un plan différent de celui des périodes précédentes. Sa fonction a été modifiée du fait du déplacement du temple de Ningal sur la terrasse de la ziggurat. Les deux édifices sont néanmoins connectés par un passage. De ce fait, il semble que l'espace domestique du Giparu se soit étendu au détriment de l'espace religieux qui a même pu disparaître, mais le plan connu de l'édifice est trop incomplet pour être bien compris. D'autres inscriptions de Kurigalzu Ier indiquent qu'il a restauré des temples dans le reste de la ville ainsi qu'une porte. La muraille de la ville est également relevée vers cette époque, et un fortin est construit dessus. Quelques habitations de cette période ont été dégagées, mais elles sont mal conservées. 
En ce qui concerne l'épigraphie, 70 tablettes de la période 1250-1175 ont été retrouvées, émanant d'archives privées de la famille de Dayyānātu (en particulier Shamash-etir), dont les chefs avaient la prébende de brasseur du temple de Sîn, et qui résidait dans une maison située à proximité du complexe sacré, documentant leurs activités économiques privées (actes de vente, distributions de produits à d'autres brasseurs, etc.) et aussi leurs litiges avec d'autres personnes travaillant pour le temple, dont un qui dure plusieurs années et remonte jusqu'au roi Adad-shuma-usur. La vie économique de la ville reprend, mais semble bien loin du niveau des époques précédentes, notamment parce que le commerce du golfe Persique est désormais inexistant.

### Périodes post-kassite et assyrienne
Après la documentation concernant les travaux de Kurigalzu Ier, rien ne documente l'activité de rois de Babylone à Ur pendant deux siècles et demi. Un texte postérieur de Nabonide attribue à Nabuchodonosor Ier (1125-1104) la restauration du Dublamah, et des inscriptions de fondation mentionnent les travaux entrepris par Marduk-nadin-ahhe (1100-1083) dans l'Enunmah et Adad-apla-iddina (1069-1048) dans le temple de Sîn. Les siècles suivants voient la désintégration du pouvoir politique en Babylonie, notamment du fait de l'arrivée de nouvelles populations, en particulier les Araméens et les Chaldéens. Les prospections archéologiques ont bien repéré des signes de déclin de l'habitat. Le canal lié à l'Euphrate qui arrosait Ur et ses alentours semble perdre en importance, ce qui a pu rendre difficile l'approvisionnement en eau de la ville.
Après des temps très difficiles aux XIe – IXe siècles, la Babylonie connaît une reprise, malgré les conflits récurrents des entités politiques de la région contre la domination assyrienne, qui s'impose progressivement aux VIIIe – VIIe siècles. Ur est dirigée par une dynastie locale dont les chefs portent le titre de šakkanakku (ancien haut fonctionnaire du royaume d'Ur III), parfois traduit par « gouverneur ». Ils ont bénéficié d'une relative autonomie à certains moments. Le mieux connu d'entre eux est Sîn-balassu-iqbi, qui dirige la ville pour le compte des rois assyriens Assarhaddon et Assurbanipal. Il a laissé des inscriptions commémorant plusieurs travaux de construction vers le milieu du VIIe siècle, dont les archéologues ont retrouvé les traces. Il fait restaurer et relever la terrasse de la ziggurat, ainsi que le temple de Ningal qui la borde et dont le plan est remanié pour adopter un plan « babylonien » classique de type cour-vestibule-cella axés. Le Dublamah est agrandi et le Giparu est également reconstruit selon un nouveau plan. Deux tombes, peut-être celles de deux grandes prêtresses, y ont été mises au jour. Des figurines en argile trouvées dans les fondations avaient sans doute pour but d'assurer une protection magique de l'édifice. La qualité des briques employées dans les constructions du temps de Sîn-balassu-iqbi est cependant la plus mauvaise que Woolley ait retrouvée sur ce site, ce qui rend difficile la restitution du plan des édifices de cette époque.

### Période néo-babylonienne et dernières occupations

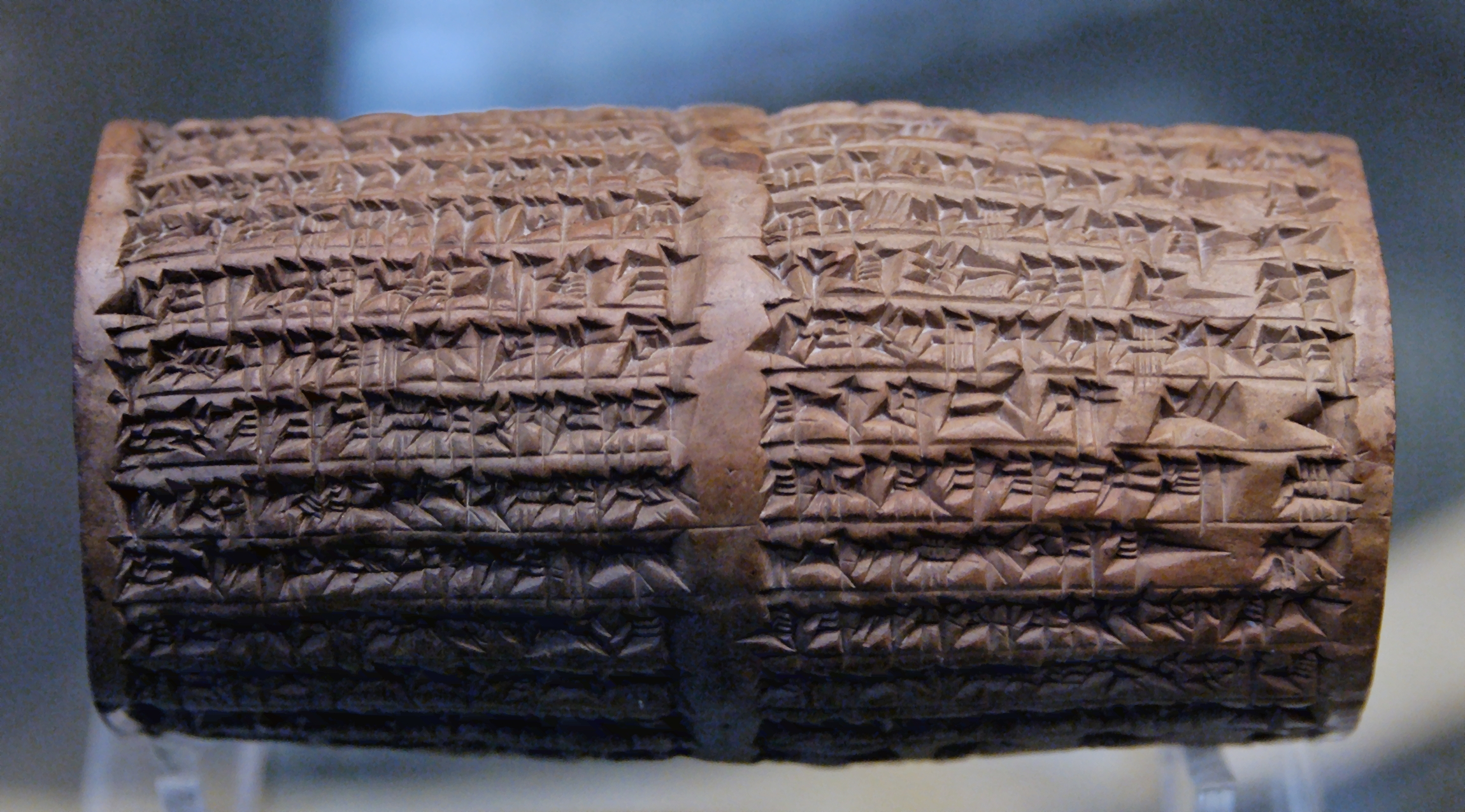
Cylindre en terre cuite de Nabonide, évoquant la restauration du temple de Sîn à Ur, British Museum.

Après la chute de l'empire assyrien, la ville passe sous la coupe de la dernière dynastie babylonienne. Plusieurs de ses rois y entreprennent des travaux, en dépit de son déclin, sans doute du fait de son illustre passé. Nabuchodonosor II (605-562) fait construire une enceinte de forme grossièrement trapézoïdale autour du quartier sacré, mesurant environ 400 × 200/240 mètres, et percée de trois portes sur son côté est, une au sud et deux à l'est. Ce monarque a peut-être construit deux petits temples sur la terrasse de la ziggurat, mais les relevés archéologiques sont peu clairs. Nabonide (556-539), le dernier représentant de la dynastie, est un grand adorateur du dieu-Lune, qui fait restaurer les grands centres de son culte, à Harran, Tayma et Ur. Sa fille Ennigaldi-Nanna devient grande prêtresse du dieu à Ur, conformément à une tradition ancestrale réactivée à ce moment. Selon Woolley, Nabonide restaure la ziggurat et la fait passer de trois étages à sept, mais cela est sujet à caution. Le temple de Ningal semble restauré, ainsi que l'Enunmah. Les plus importants réaménagements ont lieu dans la zone du Dublamah, qui est inclus dans un nouvel édifice dont il borde la cour principale, et qui s'étend vers le sud-est où ont été mises au jour des pièces de dépendances. Cette nouvelle construction, de forme grossièrement rectangulaire avec pour dimensions environ 100 × 50 mètres, a pu être identifiée comme le nouveau Giparu construit pour servir de résidence à la fille de Nabonide. On y a retrouvé des objets des périodes précédentes (notamment des inscriptions d'anciens rois), témoignant du goût du roi et de sa fille pour les « antiquités ». Les travaux de Nabonide ont également été repérés dans la partie nord-est de la ville, à côté du port nord. Il y fait construire un palais entouré par un mur de forme vaguement trapézoïdale, d'extension maximale d'environ 100 × 90 mètres. L'entrée principale est située du côté sud-est. Les espaces résidentiels sont repérables au centre de la construction, organisés autour de plusieurs cours. Bien que les inscriptions qui y ont été trouvées portent le nom de Giparu, cet édifice ne semble pas avoir servi de résidence à la grande-prêtresse de Sîn. Ce palais était jouxté au sud par un petit temple (33 × 27 mètres) de plan classique, nommé « Temple du port » car sa divinité tutélaire n'est pas connue. Le dernier roi dont les travaux sont connus à Ur, dans le sanctuaire de Sîn, est Cyrus II de Perse qui a renversé Nabonide.
Des résidences privées néo-babyloniennes ont également été dégagées au sud du quartier AH. Les rues semblent plus larges et rectilignes qu'aux périodes antérieures, résultant peut-être d'une planification, car il se pourrait que le renouveau du peuplement de la ville soit dû à une action volontariste des rois babyloniens. Les habitations sont faites de briques crues, sans ajout de briques cuites, contrairement aux pratiques précédentes. Autre évolution, elles sont bien plus étendues que celles des temps paléo-babyloniens. L'organisation de l'espace interne reste en revanche typique des maisons babyloniennes, autour d'un espace central. Dans ces cas-là, Woolley estime que les maisons n'avaient pas d'étages. Une soixantaine de tablettes privées datant de cette époque et de la suivante, celle de la domination achéménide, proviennent des résidences d'Ur. Elles documentent les activités de quelques familles qui font sans doute partie les notables de la ville. Le lot le plus remarquable est tardif, à la charnière des périodes achéménide (539-330) et séleucide (330-140) : il s'agit des archives de la famille des descendants du « Barbier » (Gallabu, du nom de l'ancêtre de la lignée). Cette famille est représentative de la catégorie des notables, très présente dans l'activité économique de la Babylonie de l'époque (comme les Murashu à Nippur). Elle détient une prébende de barbier du grand temple de cette ville, ce qui permet à ses membres d'avoir des terres liées à cette fonction. Leur source de revenus est complétée par la prise en charge de domaines militaires, et par l'achat de propriétés foncières mises ensuite en location.
Mais il s'agit là des derniers témoignages de l'occupation d'Ur. Le texte le plus récent retrouvé dans la cité date du règne du roi macédonien Philippe III Arrhidée (323-316), alors que la domination grecque a succédé à celle des Perses. Quelques vestiges de résidences et de tombes d'époques perse et séleucide ont également été retrouvées. Peu de choses sont parvenues des époques ultérieures, au cours desquelles le site semble bel et bien abandonné. Les cours d'eau qui arrosaient la ville ont considérablement diminué, malgré des travaux de réaménagement, accompagnant le lent déclin démographique de la région d'Ur.

## Ur dans la Bible: la patrie d'Abraham
Depuis son identification par H. Rawlinson, le problème s'est posé du lien de la ville antique du sud de l'Irak aujourd'hui appelée Ur (son nom antique étant en réalité Urim), avec l'« Ur en Chaldée » (ou « Ur des Chaldéens ») qui est la ville d'origine d'Abraham d'après la Genèse. Le second terme, kasdim en hébreu, chaldaioi en grec, désigne généralement des habitants du sud de la Mésopotamie de la première moitié du Ier millénaire av. J.-C., les Chaldéens, ce qui correspondrait bien à l'Ur retrouvée dans cette région. Les études récentes sur l'historicité des textes bibliques mettent en doute l'existence historique d'Abraham et se focalisent sur la période de composition de ces textes, durant l'Exil babylonien. Selon elles, son origine est un récit fictif élaboré au moment du retour en Judée d'une partie des Exilés de Babylonie (après 539). Ils auraient alors cherché à renforcer leur position face à ceux qui étaient restés en Judée, en rapprochant leur situation de celle du Patriarche. La version la plus ancienne du récit ferait de Harran la patrie d'Abraham, qui aurait été remplacée par Ur dans un second temps, pour être reléguée au rang d'étape sur le trajet du Patriarche. Ur aurait été choisie parce qu'elle se trouvait en Babylonie, assez connue mais pas autant que Babylone. Ce choix serait lié à son statut de grand lieu de culte du dieu-Lune qu'elle partage avec Harran. Comme elle, Harran a été restaurée par Nabonide (556-539) juste avant la période probable de rédaction du passage de la Genèse qui les évoque. Une explication alternative place l'élaboration du récit du voyage d'Abraham au VIIe siècle, auquel cas les figures d'Abraham et de ses descendants auraient servi à légitimer la supériorité du royaume de Juda sur Israël. Le Patriarche venant de la prestigieuse Mésopotamie sous la conduite de Dieu se serait établi dans les hautes terres judéennes, et non pas plus au nord dans celles du rival.
Les spécialistes de la Mésopotamie antique et de l'histoire biblique qui ont par le passé été moins sceptiques sur l'historicité du récit des Patriarches se sont longtemps interrogés sur l'identité entre les deux Ur, celle de la Bible et celle fouillée en Mésopotamie. Rawlinson lui-même a préféré localiser l'Ur biblique à Urfa, l'actuelle Şanlıurfa, implantée dans le sud-est de la Turquie près de la frontière syrienne. Cette hypothèse est soutenue par la tradition musulmane qui fait de cette ville la patrie d'Abraham, mais le lien entre les deux noms n'a pas l'air concluant. Les interprétations rejetant l'identification de l'Ur mésopotamienne comme la ville d'Abraham reposent notamment sur le fait que les textes bibliques mentionnant les origines du Patriarche (la Genèse et le Livre de Josué) sembleraient plutôt localiser les événements en Syrie, bien loin de la Basse Mésopotamie. La Chaldée mentionnée dans cette expression ne serait alors pas la même que celle qui est située en Basse Mésopotamie dans la seconde moitié du Ier millénaire. Woolley en revanche identifia l'Ur biblique avec le site qu'il fouillait, et ses publications ont popularisé cette idée qui est aujourd'hui courante. Une autre proposition fut faite par C. Gordon, qui localisa l'Ur biblique dans la ville antique d'Ura, un port de l'Anatolie orientale cité dans les textes d'Ugarit (XIIIe siècle). Depuis, d'autres villes situées en Haute Mésopotamie dont le nom se rapproche de celui d'Ur ont été proposées comme candidates à l'identification au site biblique, entre autres la ville d'Urkesh à l'est de Harran, mais les arguments géographiques utilisés sont rarement convaincants.